# Carré Sénart
Pour les articles homonymes, voir Sénart (homonymie).
Carré Sénart est une zone d'activités commerciales, culturelles, de loisirs et tertiaires située principalement sur le territoire de la commune de Lieusaint, en Seine-et-Marne, et en partie sur celui de Saint-Pierre-du-Perray, en Essonne. Carré Sénart fait partie d'une opération urbaine gérée par l'établissement public d'aménagement de Sénart créé en 1973.
Carré Sénart est constitué d'un centre commercial, le centre commercial Westfield  Carré Sénart, d'espaces culturels et de loisirs, d'un campus universitaire, d'établissements administratifs et de santé, d'une résidence hôtelière et d'immeubles de bureaux.

## Géographie

### Localisation
Le Carré Sénart est une zone d'activité d'une superficie de 196 hectares, située à environ 30 km au sud-est de Paris, à 12 km au nord-ouest de Melun et à 8 km à l'est d'Évry-Courcouronnes, dont le territoire a la forme d'un carré de 1,4 km de côté. Le Carré Sénart occupe principalement toute la partie sud-ouest du territoire de la commune de Lieusaint en Seine-et-Marne et, pour une petite partie, l’extrême est de la commune de Saint-Pierre-du-Perray en Essonne. 

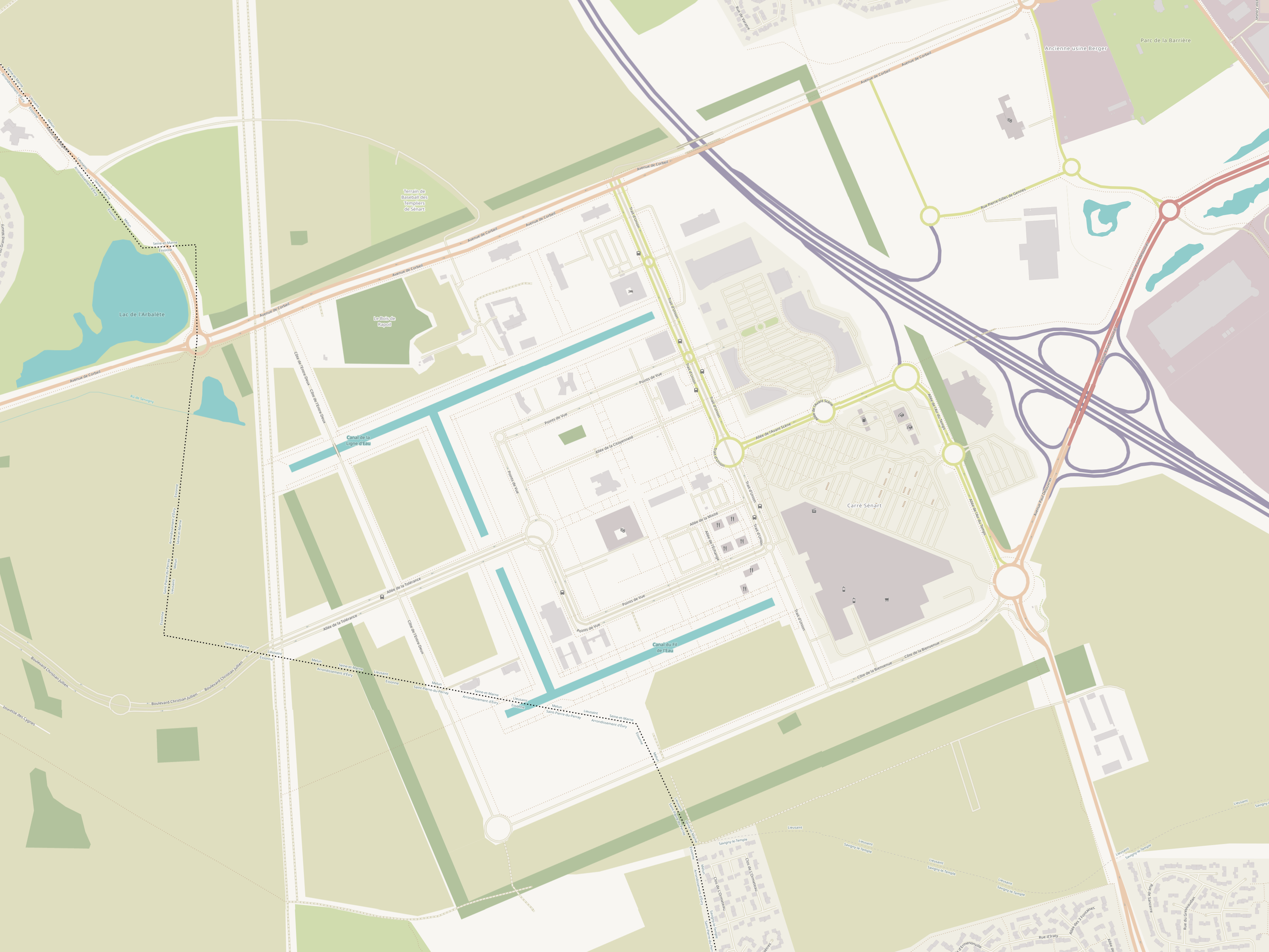
Plan du Carré Sénart.

L’ensemble du périmètre du Carré Sénart, dessiné par François Tirot en 1995, est délimité par une quadruple allée de tilleuls. Le point central du carré, situé à proximité de l’hôtel de la communauté et du théâtre de Sénart, est le dernier carré de la dalle de la place des Générations.

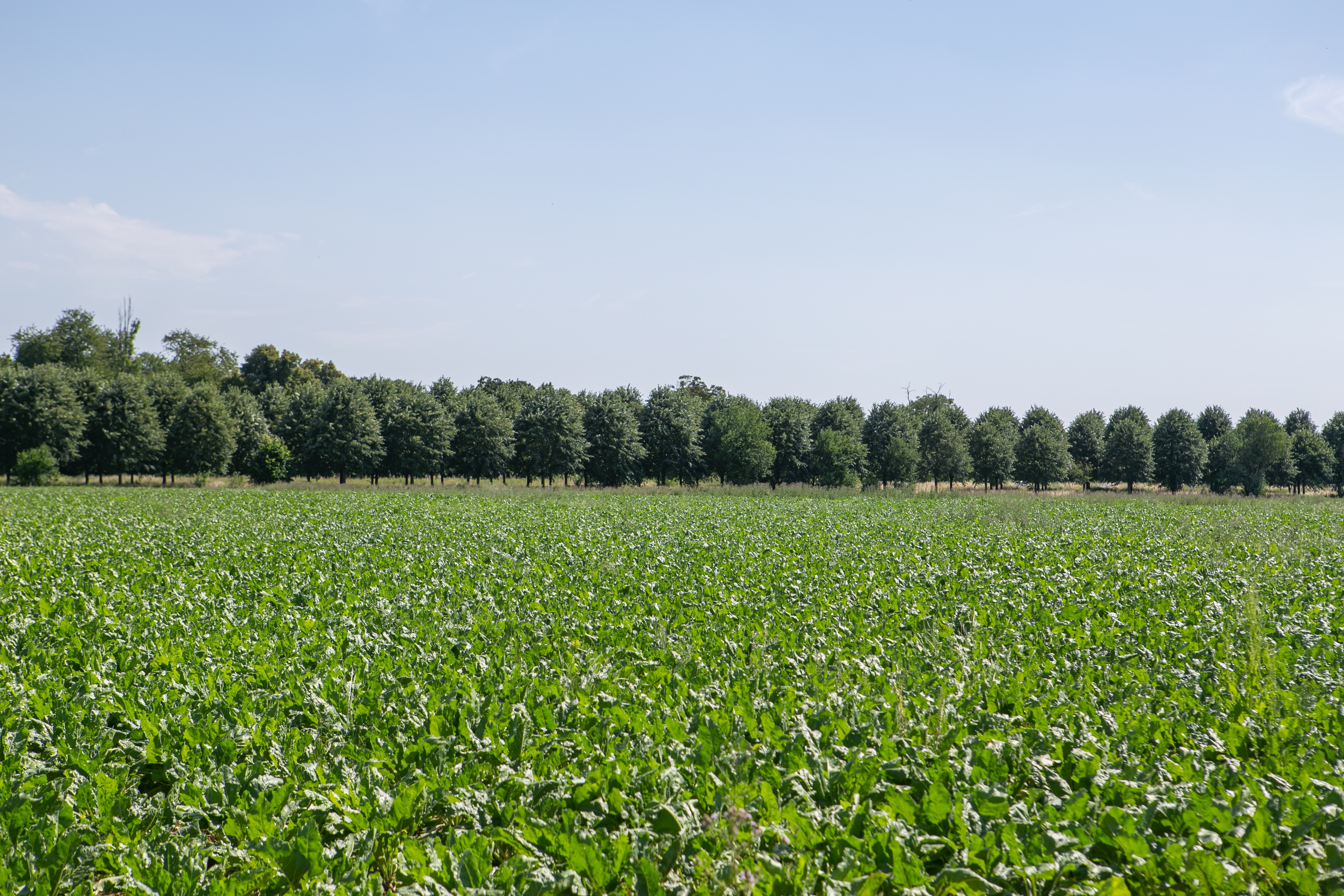
Les rangées de tilleuls déliminant le périmètre du Carré Sénart.
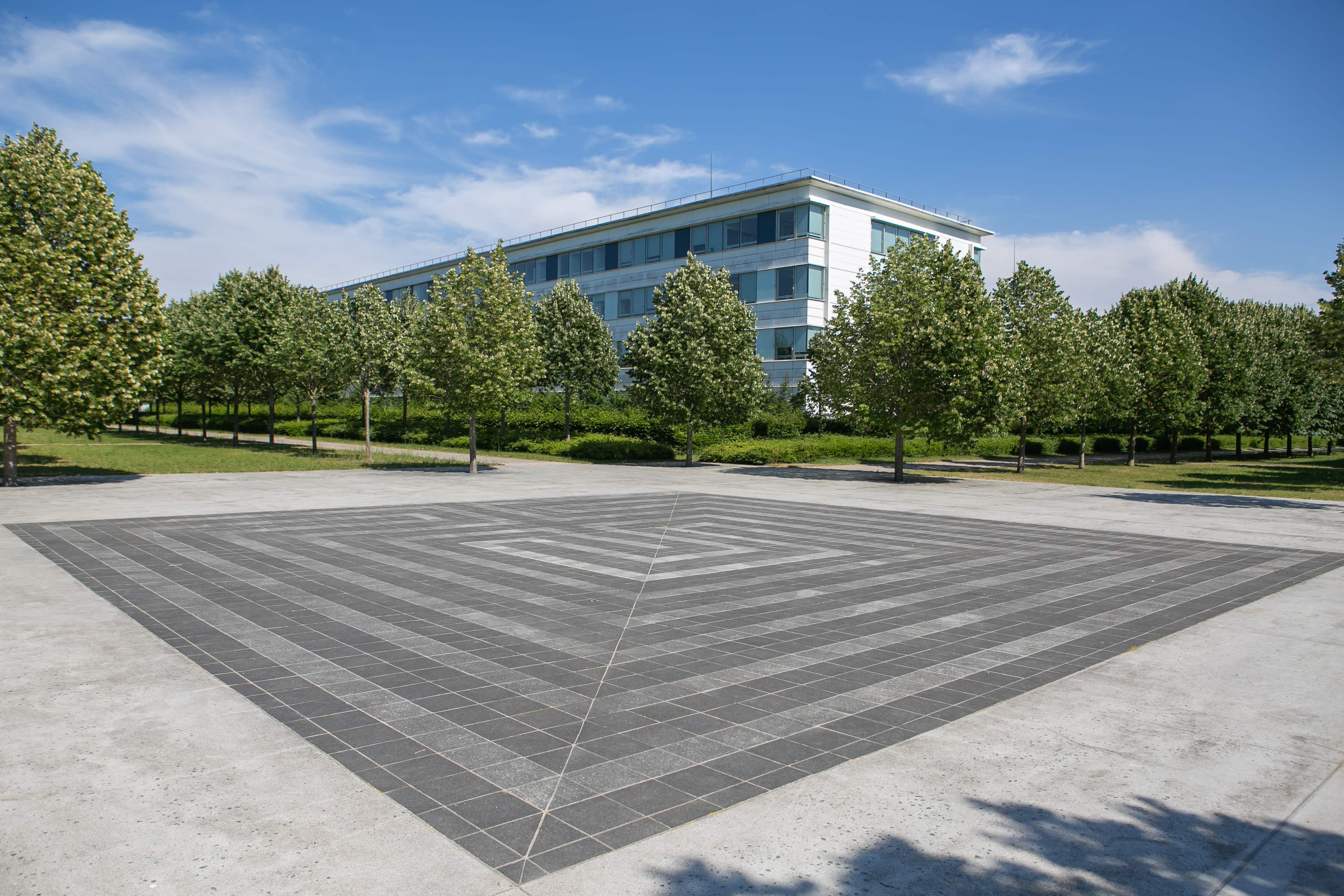
La place des Générations, au centre du Carré Sénart.
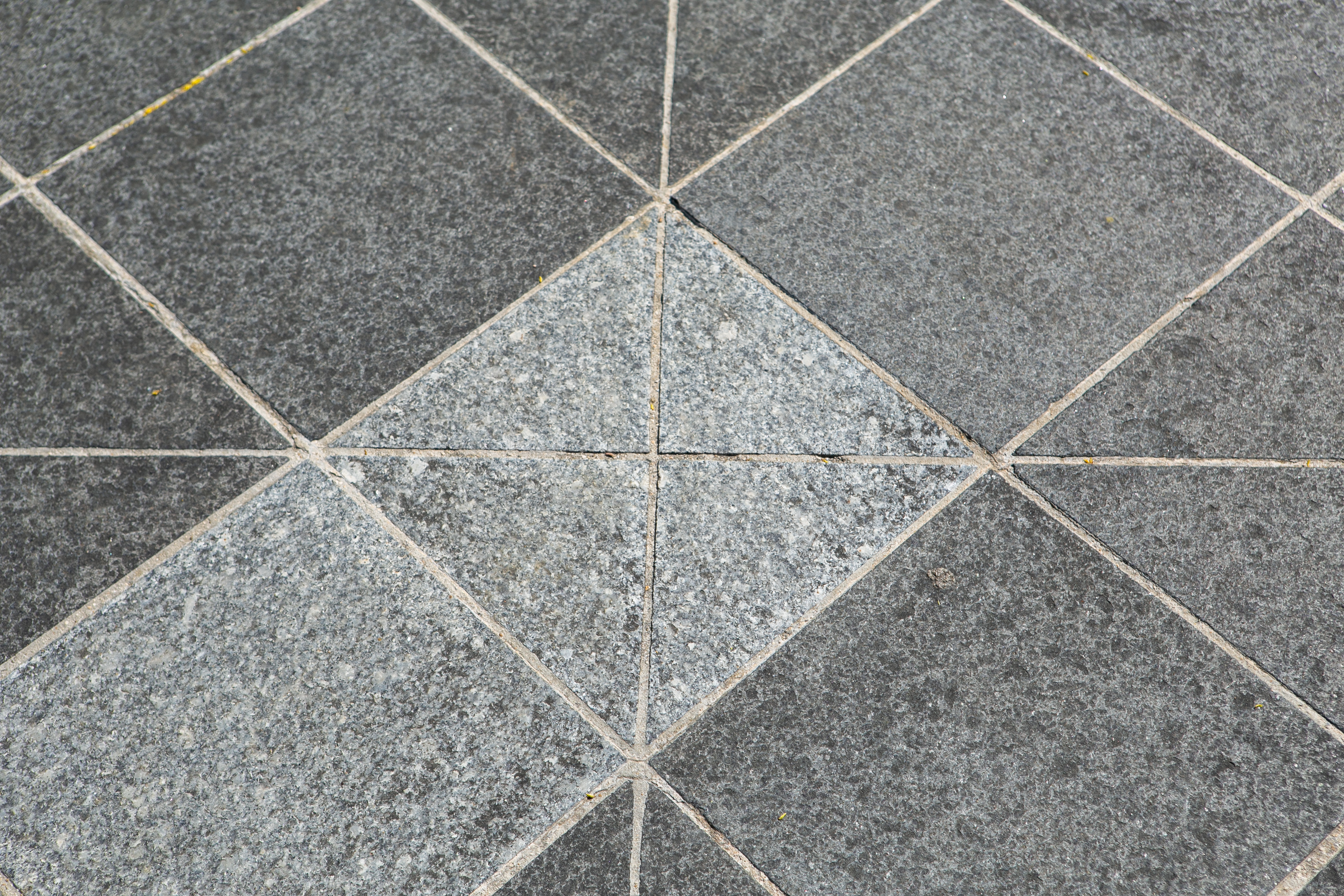
Le point central du Carré Sénart, au centre de la place des Générations.

### Environnement
Le Carré Sénart a été construit à la fin des années 1990 sur un ensemble de parcelles agricoles situées à l'extrême ouest de la plaine de la Brie, entre la forêt de Sénart, au nord, et la forêt de Rougeau, au Sud. La ferme de Varâtre, située à l'intérieur du Carré, est en cours de réhabilitation.
Quatre rangées de tilleuls argentés, composée de 2 500 arbres chacune, soit 10 000 arbres au total, marquent le périmètre du Carré Sénart.  

Sélection de vues des paysages du Carré Sénart
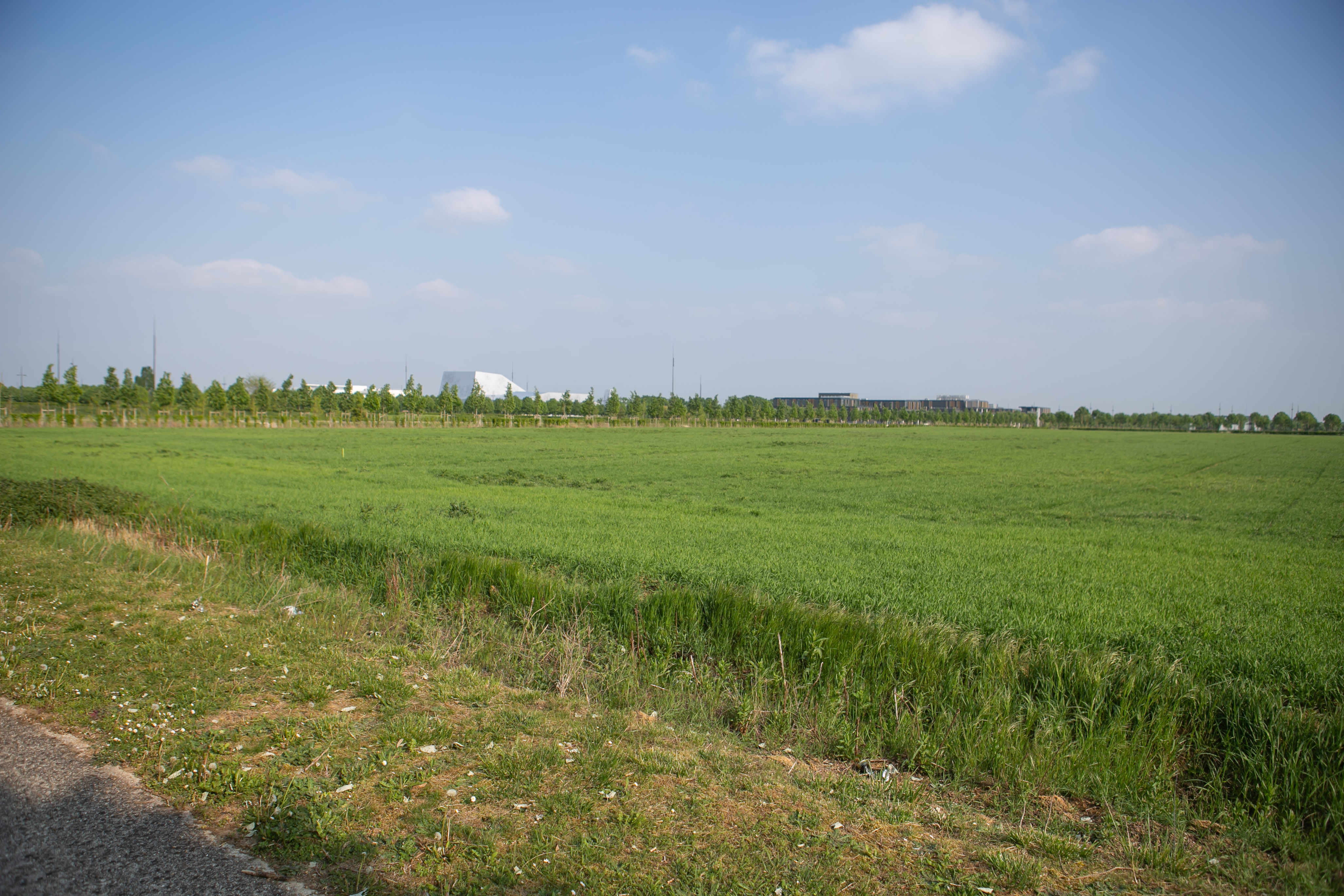
Vue de la partie non urbanisée du Carré Sénart, avec, à l'arrière plan, le théâtre de Sénart.
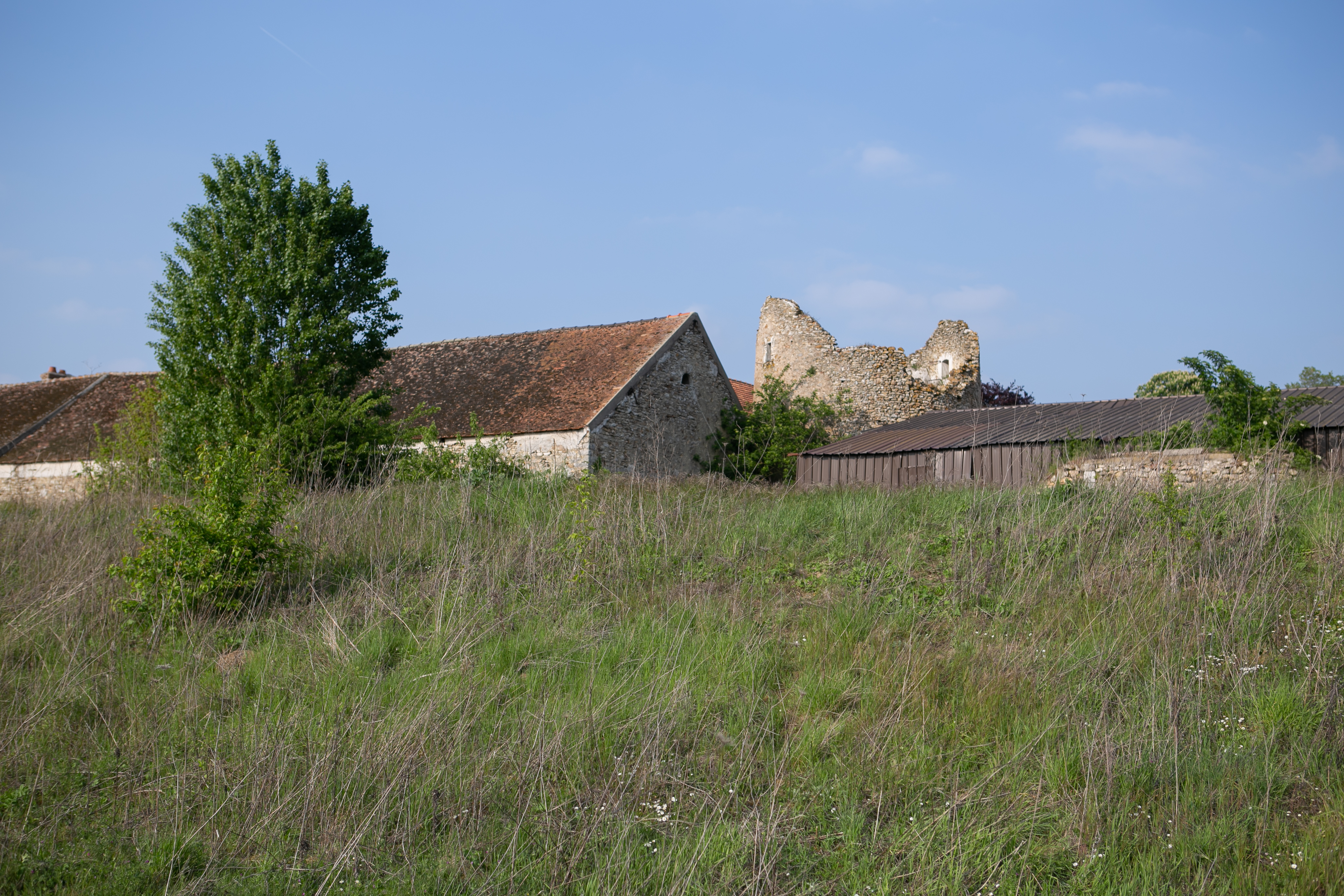
La ferme de Varâtre et son pigeonnier.
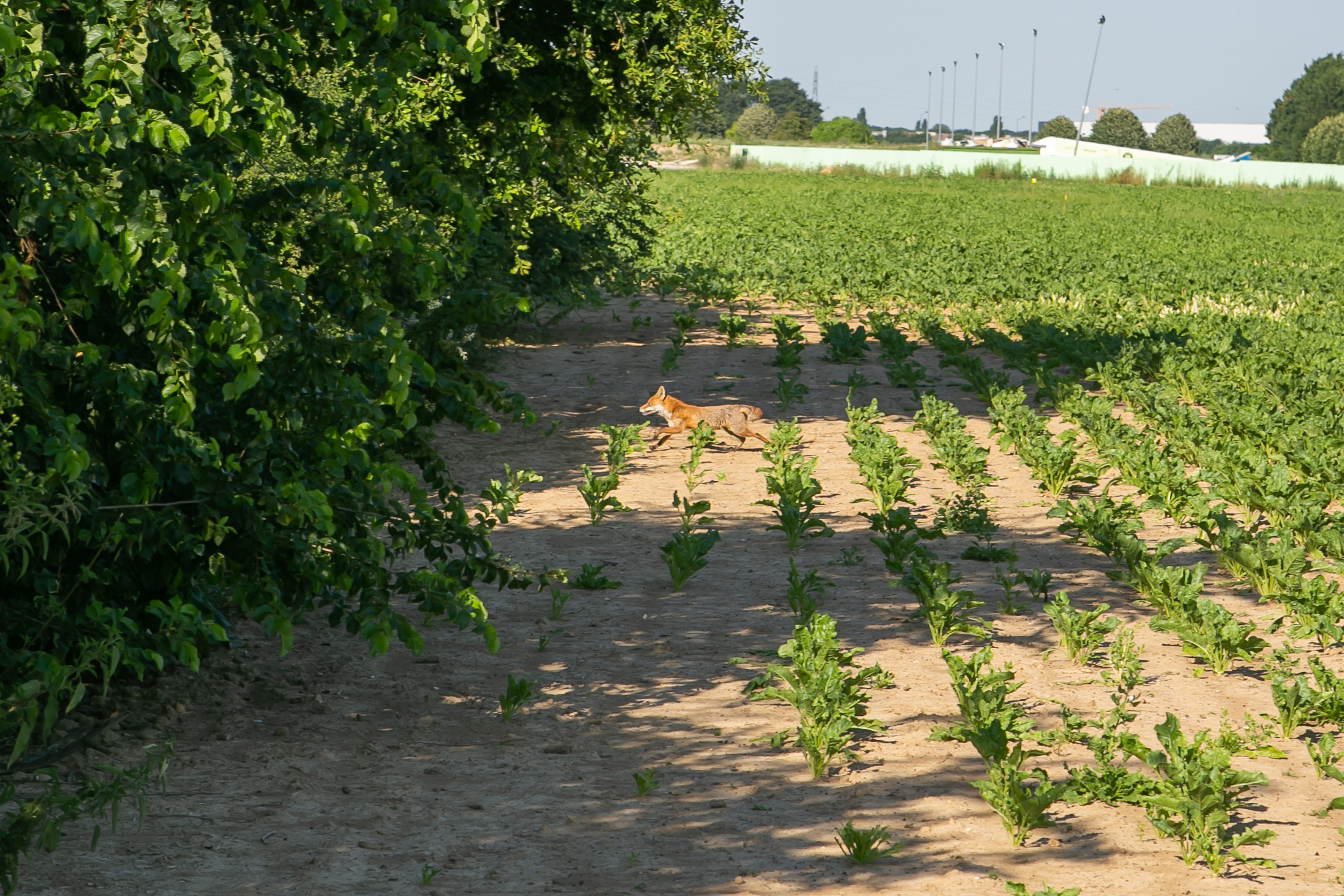
Un renard se réfugiant dans un bosquet à l'intérieur du périmètre du Carré Sénart.

Deux canaux artificiels d'environ 600 mètres de long, parallèles aux côtés nord et sud du carré, ont été construits au début du XXIe siècle : le canal Nord, dénommé la  Ligne  d’eau , et le canal Sud, dénommé le Fil  de  l’eau. Par la suite, deux extensions perpendiculaires aux canaux Nord et Sud ont été creusées et dénommées canal central Nord et canal central Sud. Ces canaux ont pour vocation la retenue des eaux pluviales de la zone.

Sélection de vues des canaux du Carré Sénart
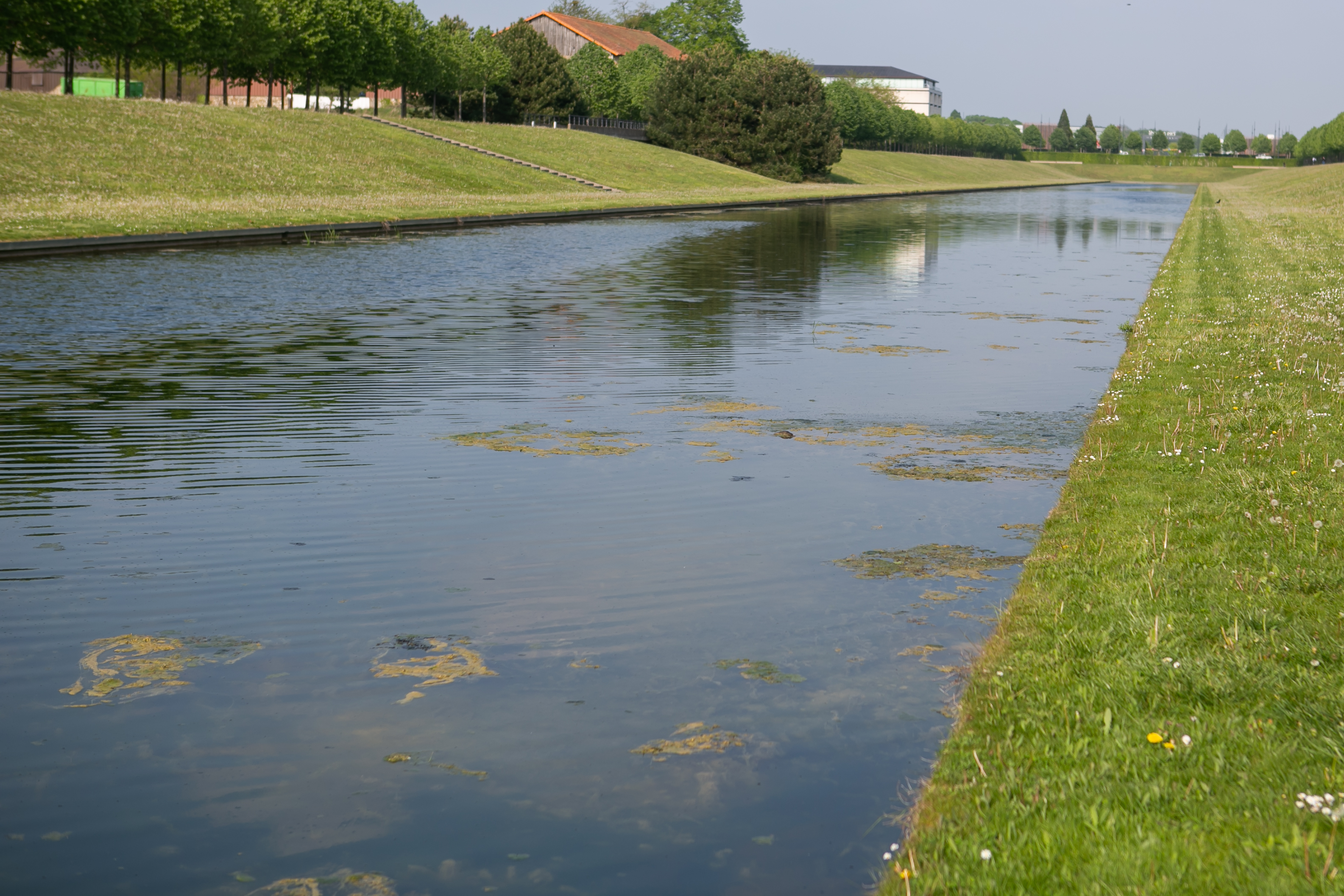
Le canal Nord, avec à l'arrière plan la ferme de Varâtre.
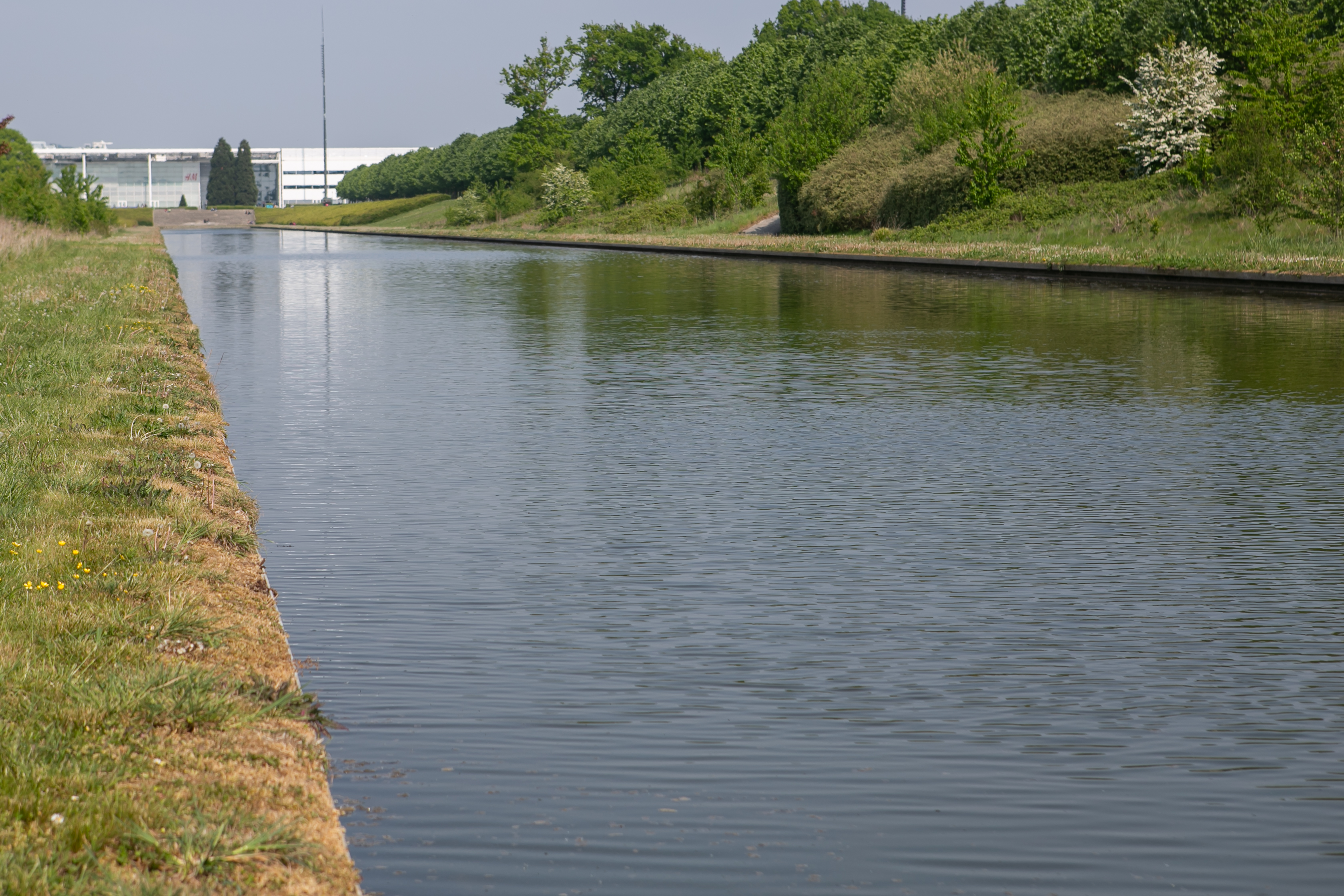
Le canal Sud, avec à l'arrière plan le centre commercial.
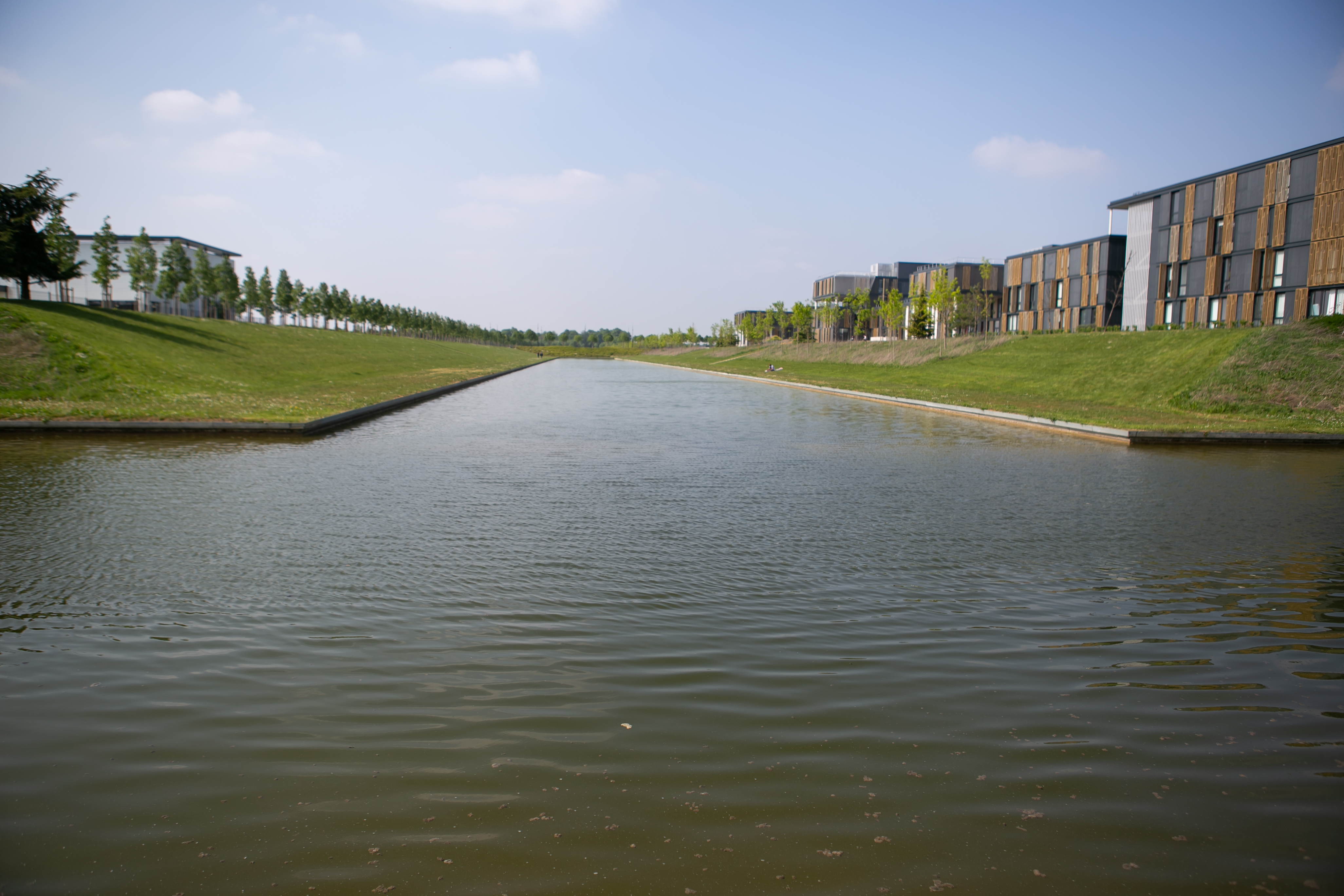
L'extension du canal Sud, longeant les bâtiments de l'ICAM.

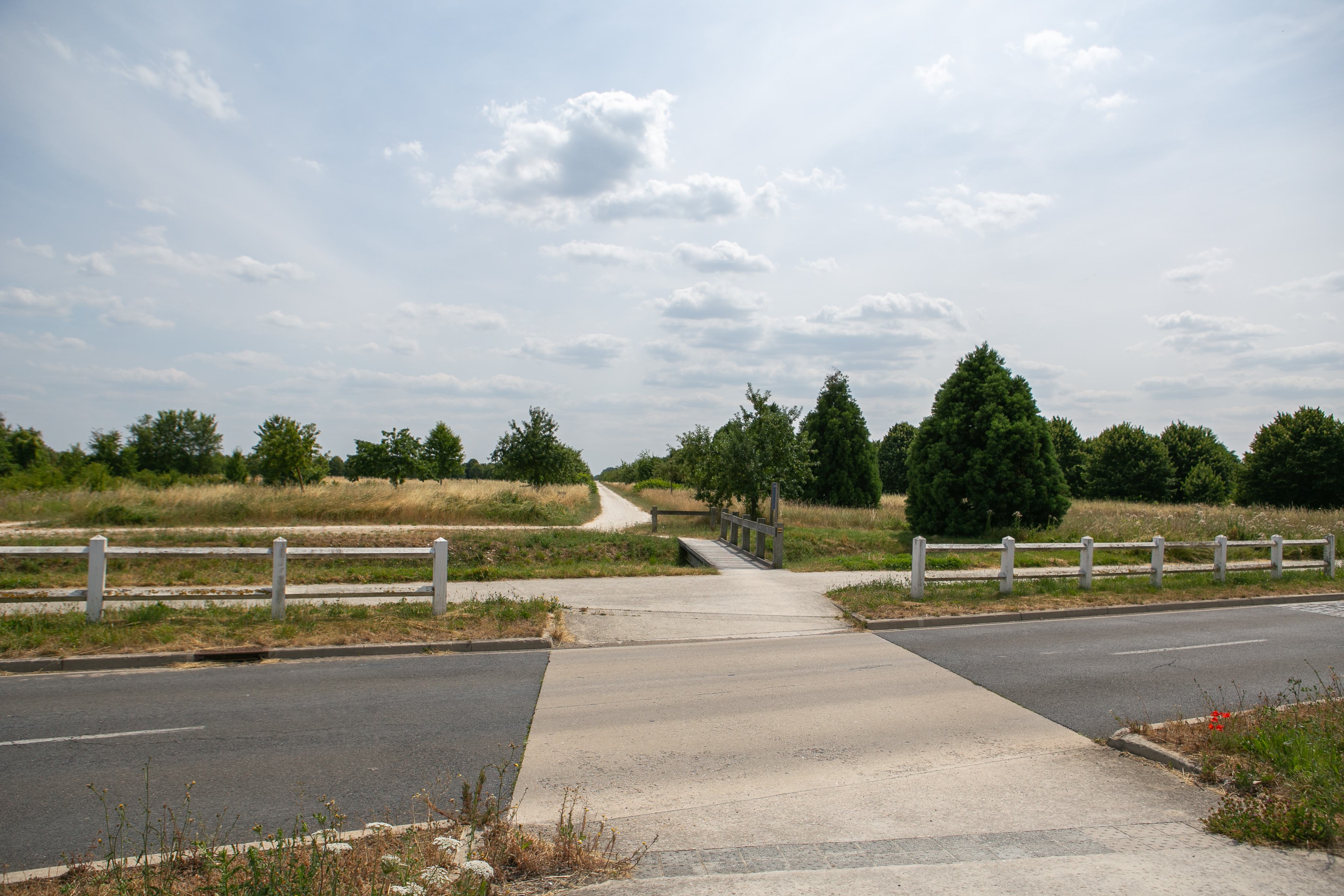
Vue de l'Allée royale dans le Carré Sénart.

Le Carré Sénart est en partie traversée, dans son angle Nord-Ouest, par l'Allée royale de Sénart qui relie, sur une longueur de 5,8 km, la forêt de Rougeau à la forêt de Sénart la forêt. Cette allée rectiligne, d'une largeur de 50 m, a été reconstituée en 2004 sur le tracé d'une ancienne ancienne allée royale créée en 1751 par le financier Étienne-Michel Bouret pour les chasses de Louis XV. L'allée est bordée d'arbres fruitiers et de  502 séquoias. Elle est accessibles aux piétons, aux cyclistes et aux  cavaliers,.

### Accès

#### Accès routiers

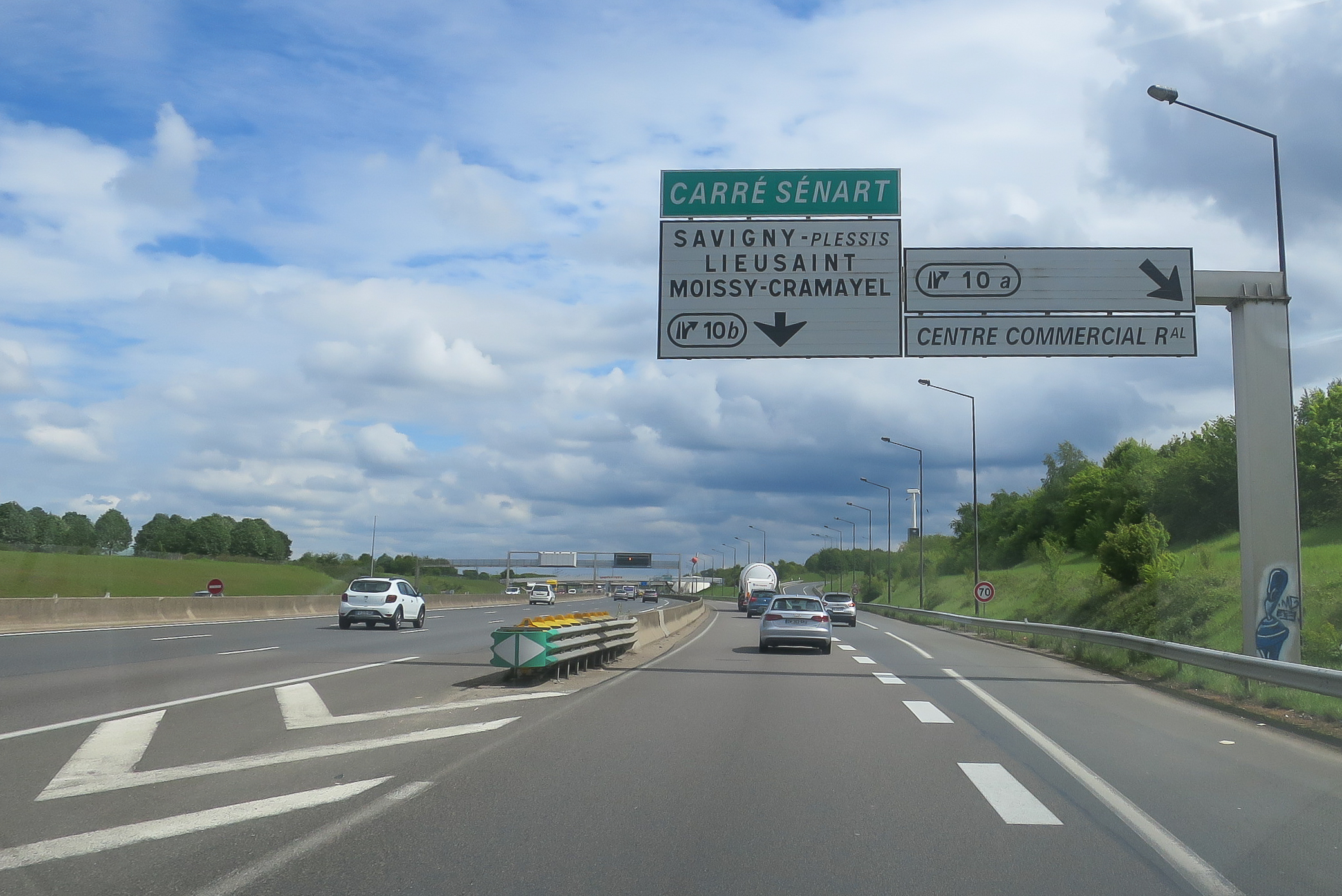
Les sorties 10a et 10b de l'A5a vers Carré Sénart.

L'autoroute A5a (sorties nos 10a, 10b et 10c) « Centre commercial régional ») et la RN 104 (sortie  no 27) donnent accès au Carré Sénart. 
Localement, le Carré Sénart est accessible depuis :
- Lieusaint, à l'est, par la D 402 ou par la D 50 ;
- Savigny-le-Temple, au sud, par la D 50 ;
- Saint-Pierre-du-Perray, à l'ouest, par la D 947 ou par le boulevard Christian Jullien.

#### Transports en commun
Des lignes de transports en commun routiers ont un arrêt au Carré Sénart, dont notamment deux lignes du réseau de bus de Sénart :
- La ligne Tzen 1 depuis la gare de Lieusaint - Moissy ou la gare de Corbeil-Essonnes. Arrêts : Carré Canal, Carré Trait d'Union, Carré des Arts et Carré - Allée Royale ;
- La ligne 3702 (ex-Citalien).

## Historique
La zone d'activité du Carré Sénart s'inscrit dans le cadre des opérations d'urbanisation de la ville nouvelle de Melun-Sénart créée en 1969. Par la suite, en 1973, un établissement public d'aménagement (EPA) est créé et son périmètre recouvre les territoires de 18 communes (onze en Seine-et-Marne, sept dans l'Essonne). Trois syndicats communautaires d'aménagement (SCA) sont aussi créés  :
- Grand-Melun, comprenant sept communes de Seine-et-Marne : Cesson, Le Mée-sur-Seine, Melun, Nandy, Savigny-le-Temple, Seine-Port et Vert-Saint-Denis ;
- Sénart-Villeneuve, comprenant quatre communes de Seine-et-Marne : Combs-la-Ville, Lieusaint, Moissy-Cramayel et Réau ;
- Rougeau-Sénart, comprenant sept communes de l'Essonne : Étiolles, Morsang-sur-Seine, Soisy-sur-Seine, Saint-Germain-lès-Corbeil, Saint-Pierre-du-Perray, Saintry-sur-Seine et Tigery.

En 1983, huit communes quittent la ville nouvelle : Le Mée-sur-Seine, Melun et Seine-Port, en Seine-et-Marne ; Étiolles, Morsang-sur-Seine, Soisy-sur-Seine, Saint-Germain-lès-Corbeil et Saintry-sur-Seine, en Essonne. En 1984 : les trois SCA sont remplacés par deux syndicats d'agglomération nouvelle (SAN) sont créés :
- Sénart-Ville Nouvelle, en Seine-et-Marne, avec les communes de : Cesson, Combs-la-Ville, Lieusaint, Moissy-Cramayel, Nandy,

Réau, Savigny-le-Temple, et Vert-Saint-Denis ;
- Rougeau-Sénart, dans l'Essonne, avec les communes de Saint-Pierre-du-Perray et de Tigery.

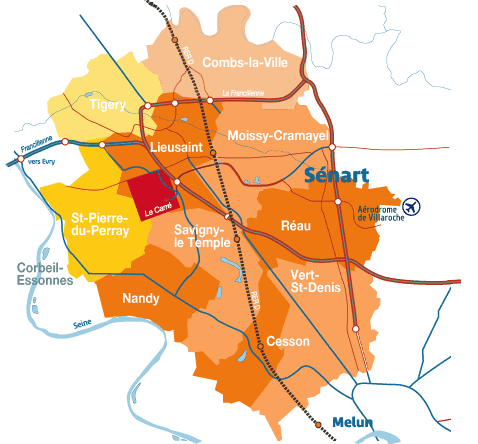
Localisation du Carré Sénart au sein de l'ancienne ville nouvelle de Sénart.

En 1986, Melun-Sénart, lance un concours d’idées pour se créer un centre. Aucun des projets lauréats ne sera réalisé. L'opération d'intérêt national (OIN) développée par l’État n'aura pas alors le développement des autres villes nouvelles d'Île-de-France telles que Cergy-Pontoise, Évry, Marne-la-Vallée ou Saint-Quentin-en-Yvelines. La ville nouvelle doit faire face à de nombreux « freins » structurels au cours des deux premières décennies de son développement comme l’absence délibérée de réalisation d’un centre-ville pour l’agglomération, l’absence d’infrastructures de dessertes ou l’absence d’implantation de pôle de décision. 
Le projet de construction du Stade de France à Sénart, envisagé en 1991 par le Premier ministre Michel Rocard, est abandonné en 1993 car le site, situé à 35 km Paris, est considéré comme inaccessible par le réseau routier ou par les transports en commun. Après cette décision, une mission d’enquête sur les perspectives de développement de la ville de Sénart en juillet 1994 confirme cependant la nécessité de poursuivre le développement de la ville nouvelle. 
En 1994, Rougeau-Sénart devient Sénart en Essonne et, en 1997, Melun-Sénart devient Sénart.
En juin 1995, François Tirot, alors directeur de l’aménagement et du paysage de l'EPA, propose à l’aménageur de la ville nouvelle un nouveau projet : le Carré Sénart. Ce carré de 1,4 km de côté est destiné à devenir un centre-ville. Il est subdivisé par une trame orthogonale dans laquelle doit s’insérer un nouveau centre commercial.
Les mises en service de l'autoroute A5 et de la ligne D du RER au Sud de Paris en 1995, permettent le désenclavement de la ville nouvelle et son développement. 
Le centre commercial Carré Sénart, première partie du Carré Sénart, est inauguré le 27 août 2002. Cette grande surface commerciale d'une surface initiale de plus de 65 000 m2 a été conçue par l’architecte Jean-Paul Viguier. À la fin de l'année 2017, le centre commercial est agrandi de 31 300 m2, portant sa surface totale à 151 800 m2.
Au cours des années 2000 et 2010, le Carré Sénart se développe par la construction d'immeubles de bureaux ou de services publics, de l'hôtel de l'agglomération de Sénart, actuel hôtel de la communauté d'agglomération Grand Paris Sud Seine-Essonne-Sénart, d'espaces de loisirs, d'une résidence hôtelière, d'une école d’ingénieurs, d'un collège, d'espaces verts et de plans d'eau tels que les canaux du Carré Sénart, d'un théâtre en 2015 et d'un pôle de santé en 2018.

## Secteurs d'activités
La zone d'activité du Carré Sénart est constituée de divers espaces ou bâtiments commerciaux, culturels, de loisirs, résidentiels, administratifs, d'enseignements et tertiaires.

### Espaces commerciaux
Le centre commercial Westfield Carré Sénart constitue la principale zone de commerces du Carré Sénart. Le site se divise en deux ensembles : le centre commercial en lui-même, d'une superficie de 113 000 m2 de commerces et de loisirs, de son extension extérieure appelée Shopping Parc, d'une superficie de 30 000 m2, et de plusieurs restaurants situés à proximité du centre commercial.

Sélection de photos des espaces commerciaux.
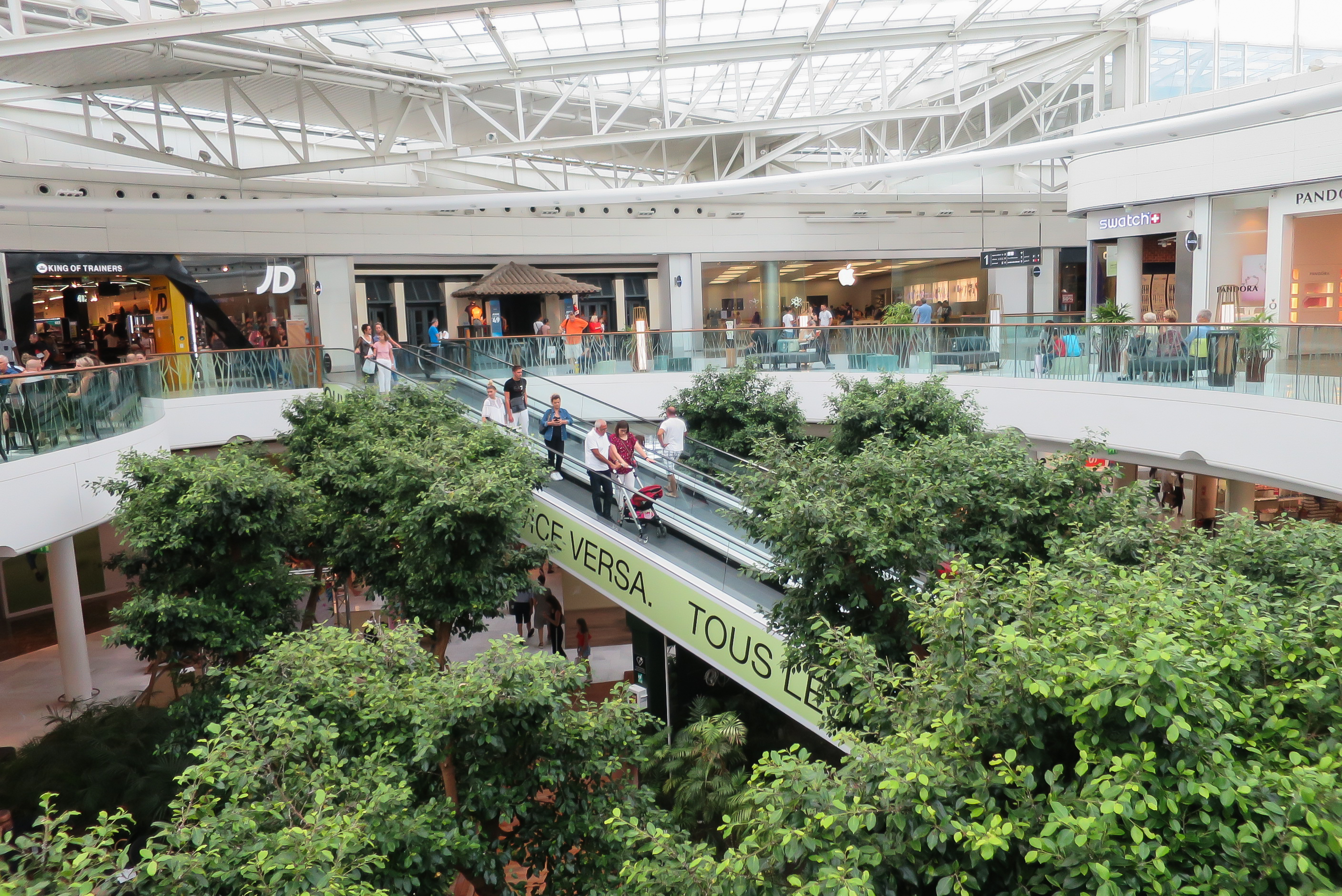
Vue de l'intérieur du centre commercial Westfield Carré Sénart
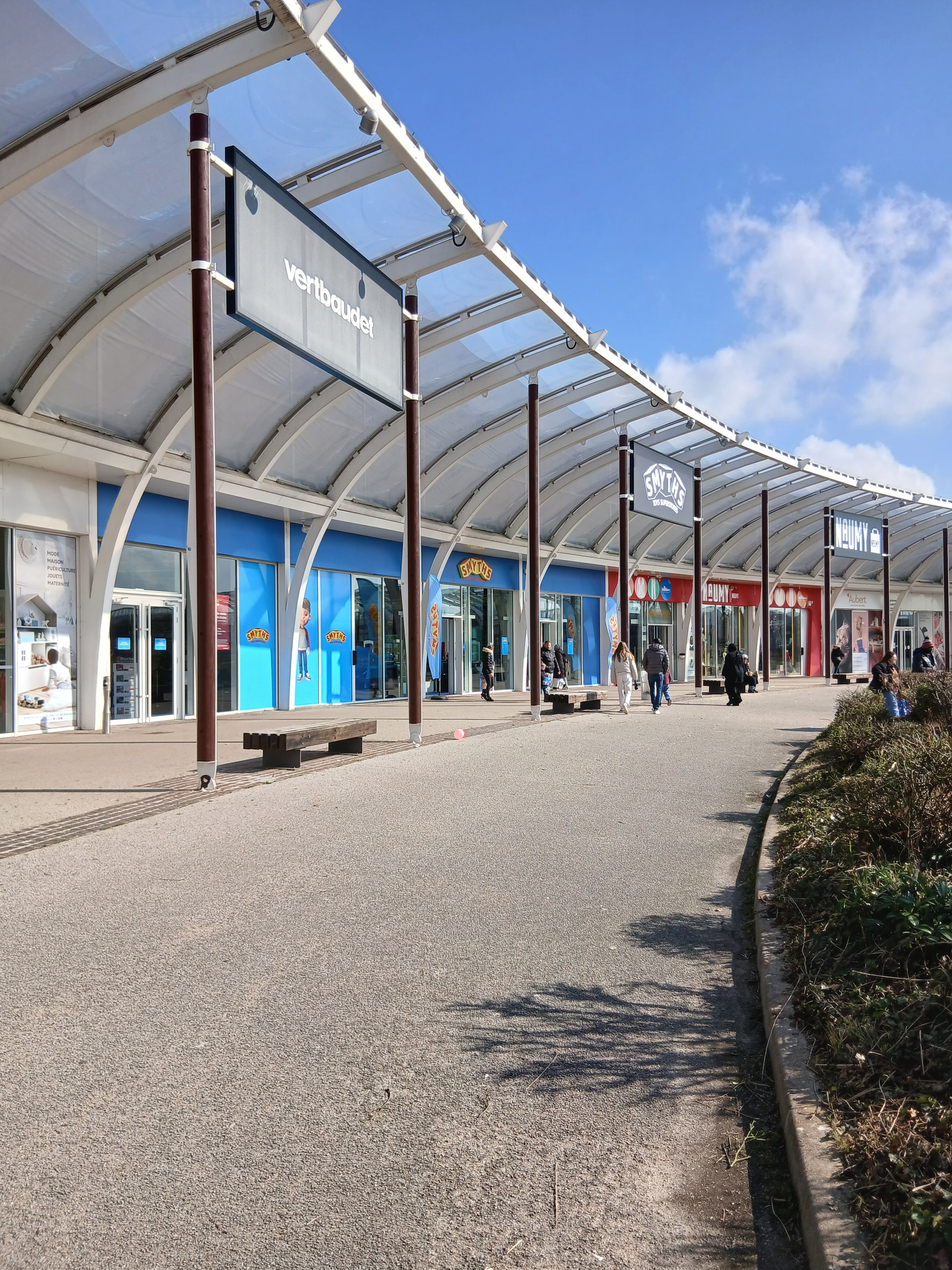
Vues de quelques enseignes du Shopping Parc.

### Espaces administratifs et de santé

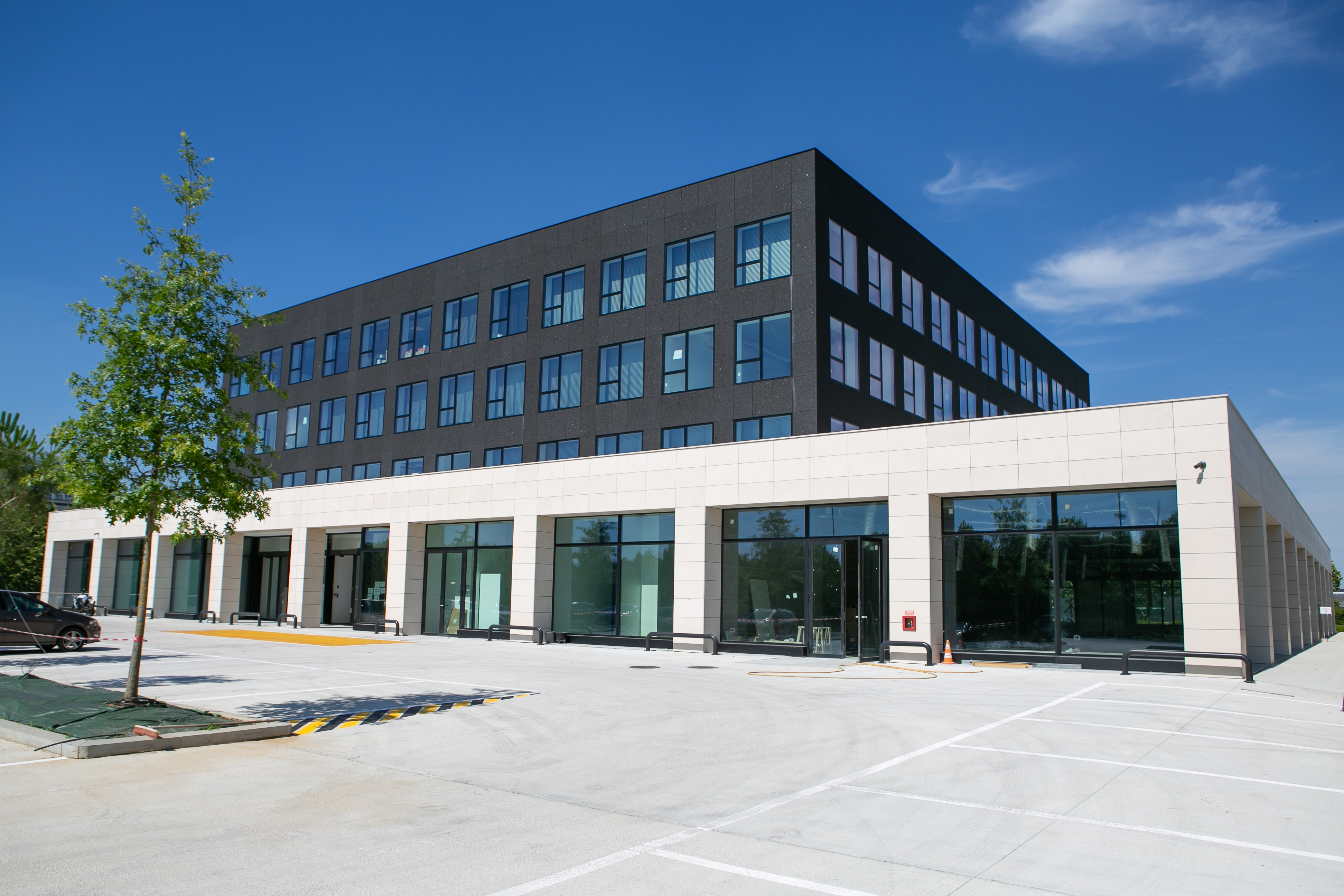
Le pôle de santé du Carré Sénart.

Plusieurs établissements et services administratifs et de santé sont implantés au Carré Sénart : 
- l'hôtel de la communauté d'agglomération Grand Paris Sud Seine-Essonne-Sénart ;
- la direction régionale de Pôle emploi ;
- le centre de gestion de la Fonction publique territoriale de Seine-et-Marne ;
- un pôle de santé de 5 800 m2[22] ;
- l'Urssaf d'Île-de-France qui occupera en 2019 un nouvel immeuble de 4 200 m2[23].

Sélection de photos des services administratifs.
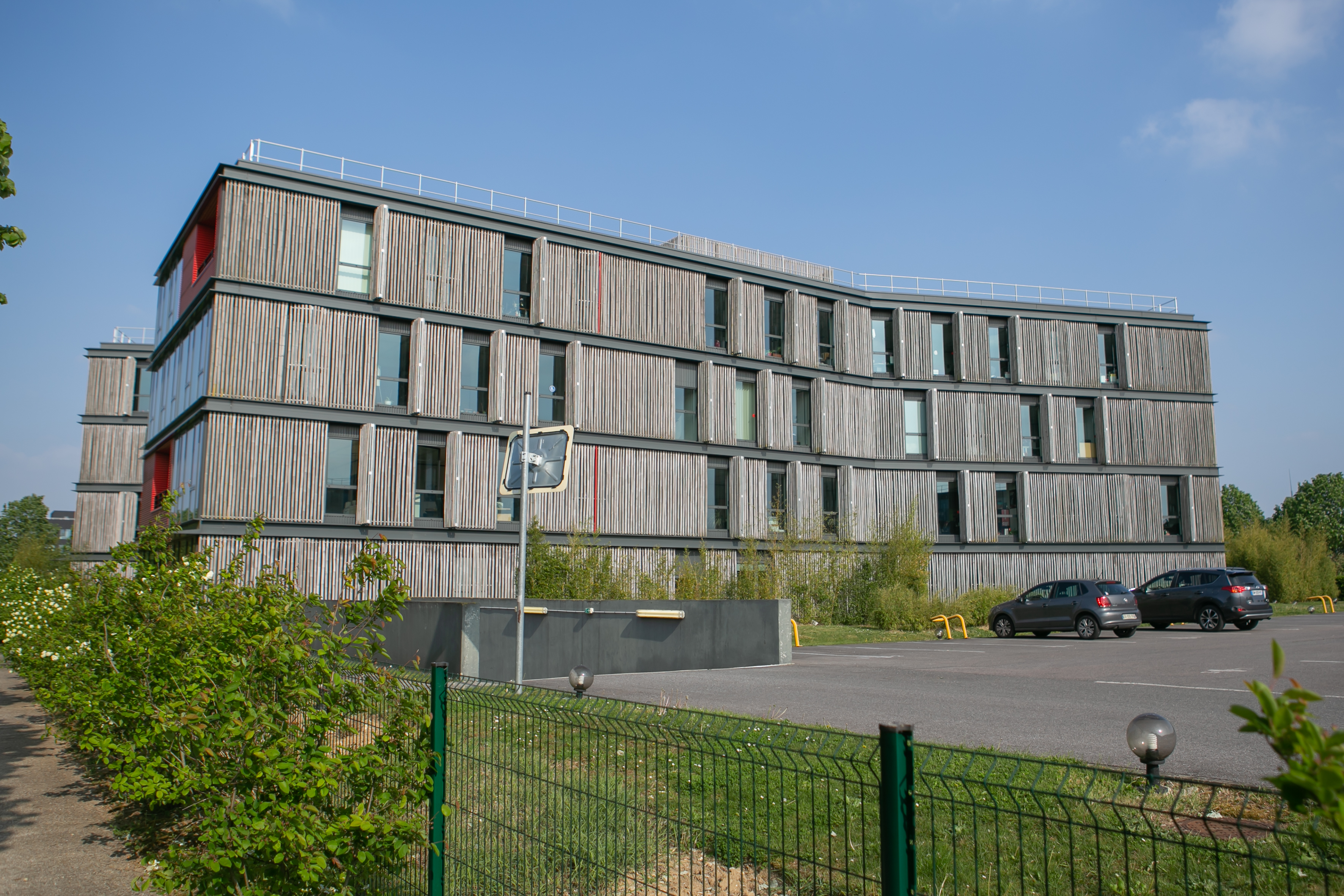
Le centre de gestion de la Fonction publique territoriale de Seine-et-Marne.
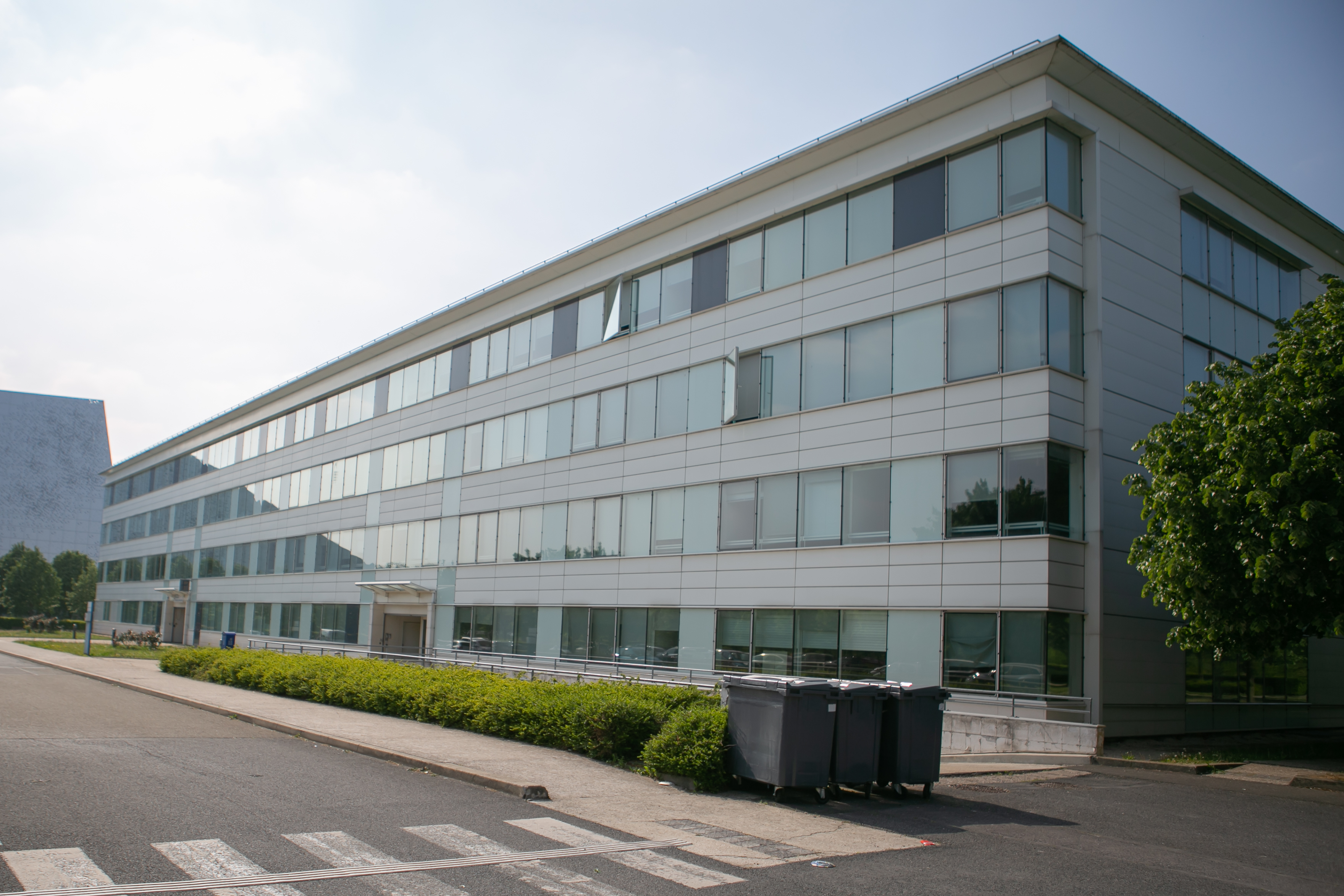
L'immeuble le Trait-d'Union, hébergeant  la direction régionale de Pôle emploi.
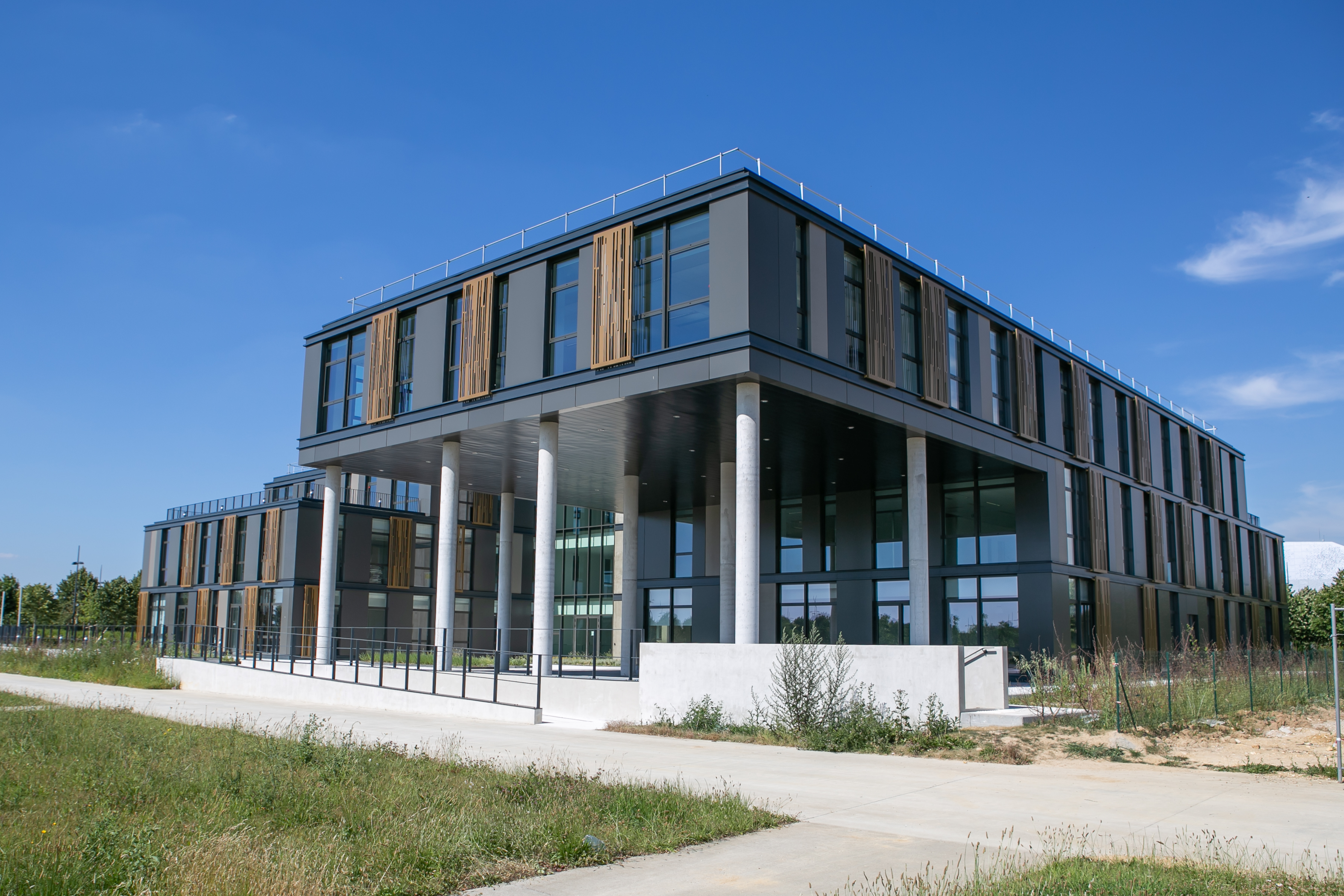
L'immeuble de l'Urssaf du Carré Sénart.

### Espaces d'enseignements
L'Institut catholique d'arts et métiers de Sénart est implanté au Carré Sénart depuis 2015 dans un campus universitaire comprenant une école d'ingénieurs, un bâtiment de recherche et développement, et une résidence universitaire,. 
Depuis septembre 2014, l'Institution Saint-Spire a ouvert un nouveau collège privé au Carré Sénart,.

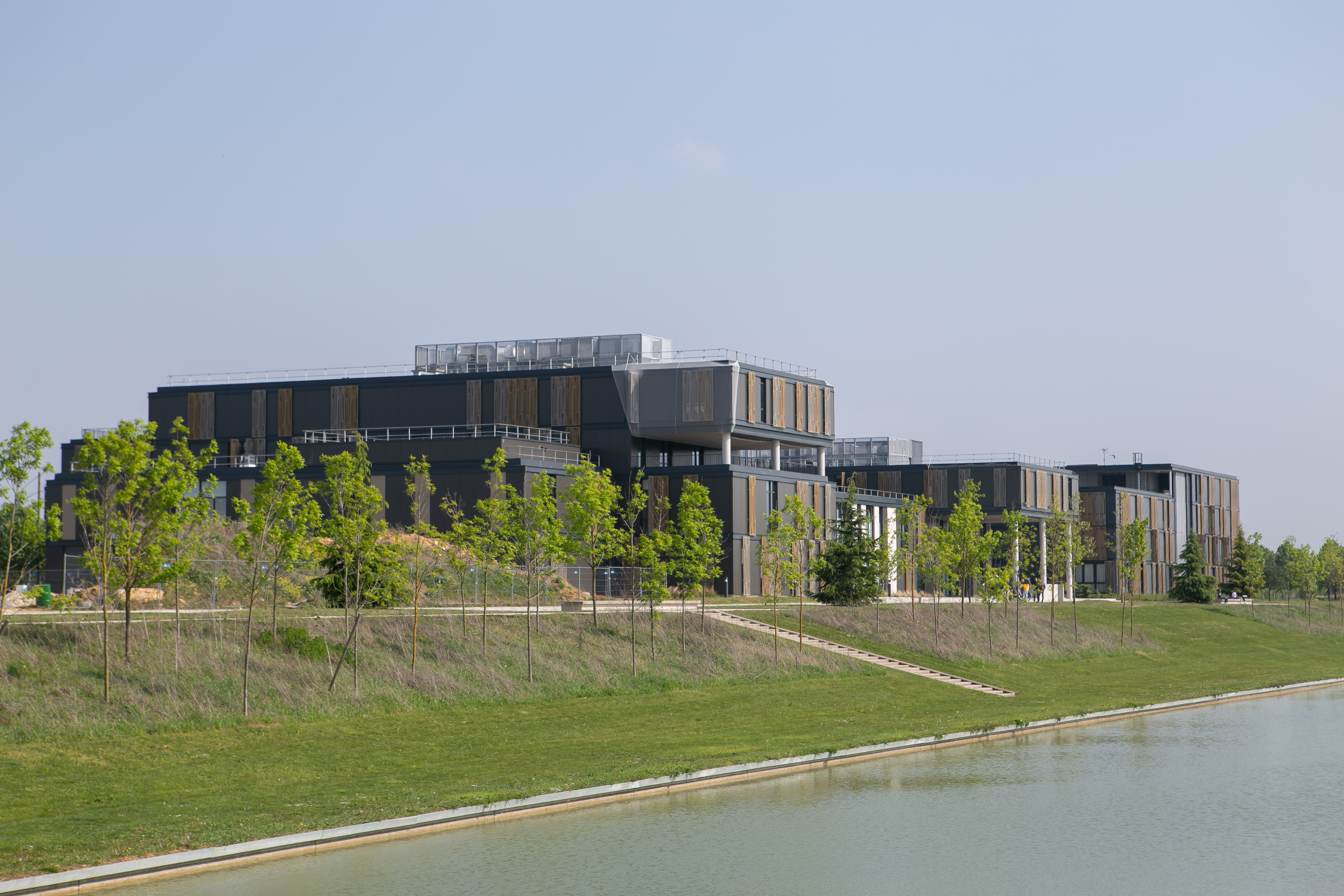
Le campus de l'ICAM de Sénart.
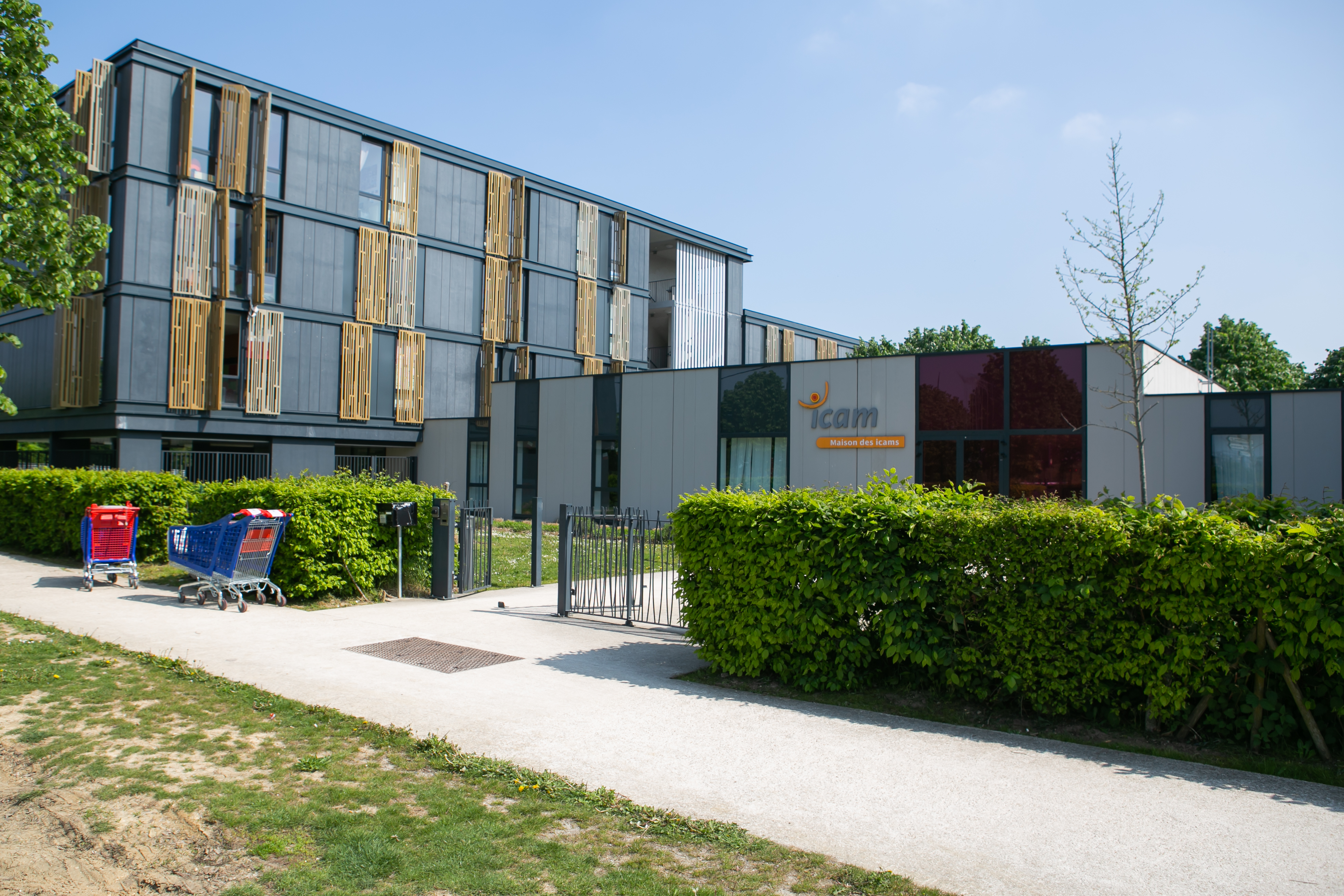
La maison des étudiants de l'ICAM de Sénart.
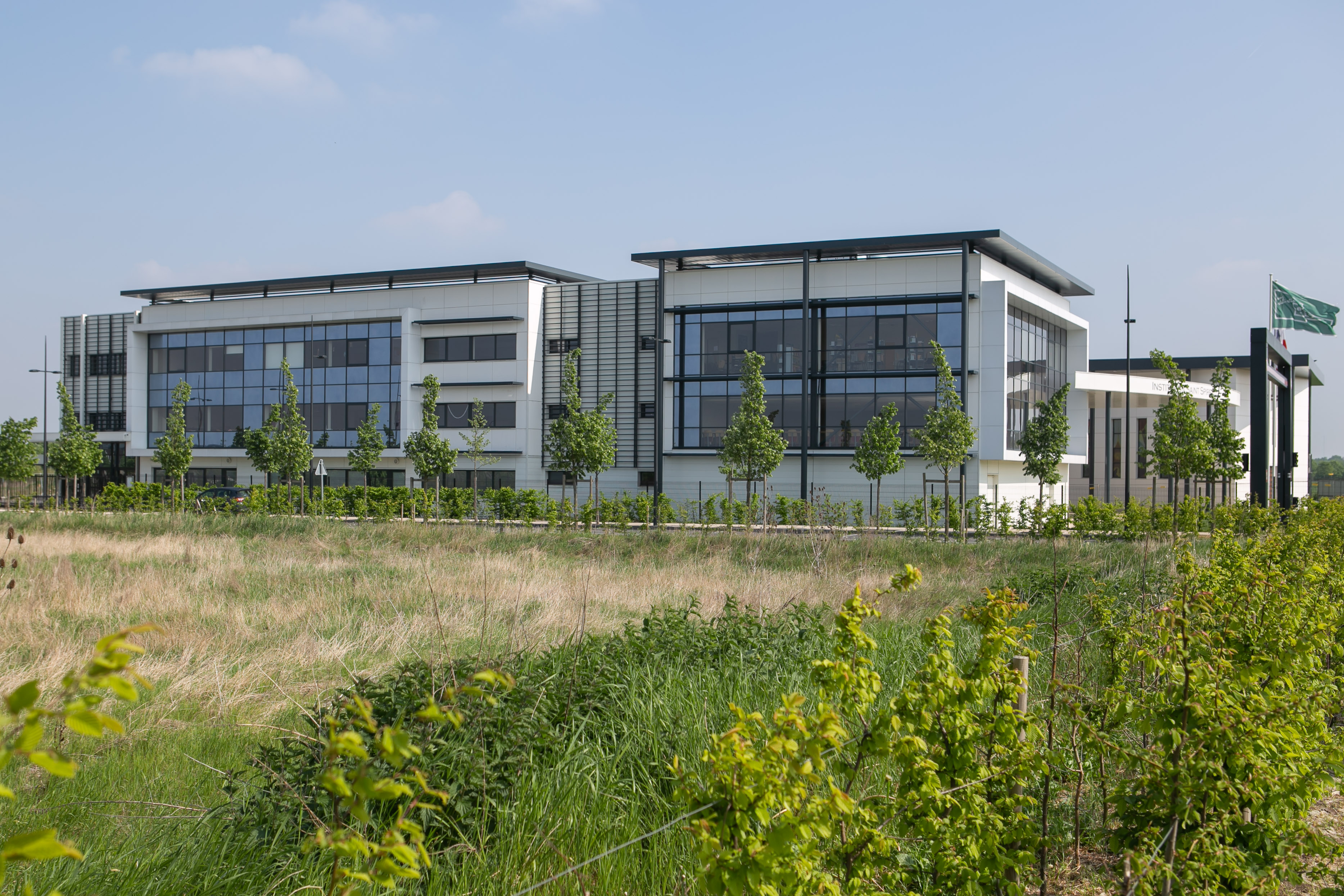
Le collège Saint-Spire de Sénart.

### Espaces tertiaires
Plusieurs immeubles de bureaux, de petite hauteur, sont implantés au Carré Sénart, dont les immeubles Carré Haussmann de Sénart et un centre de relation client d'EDF.

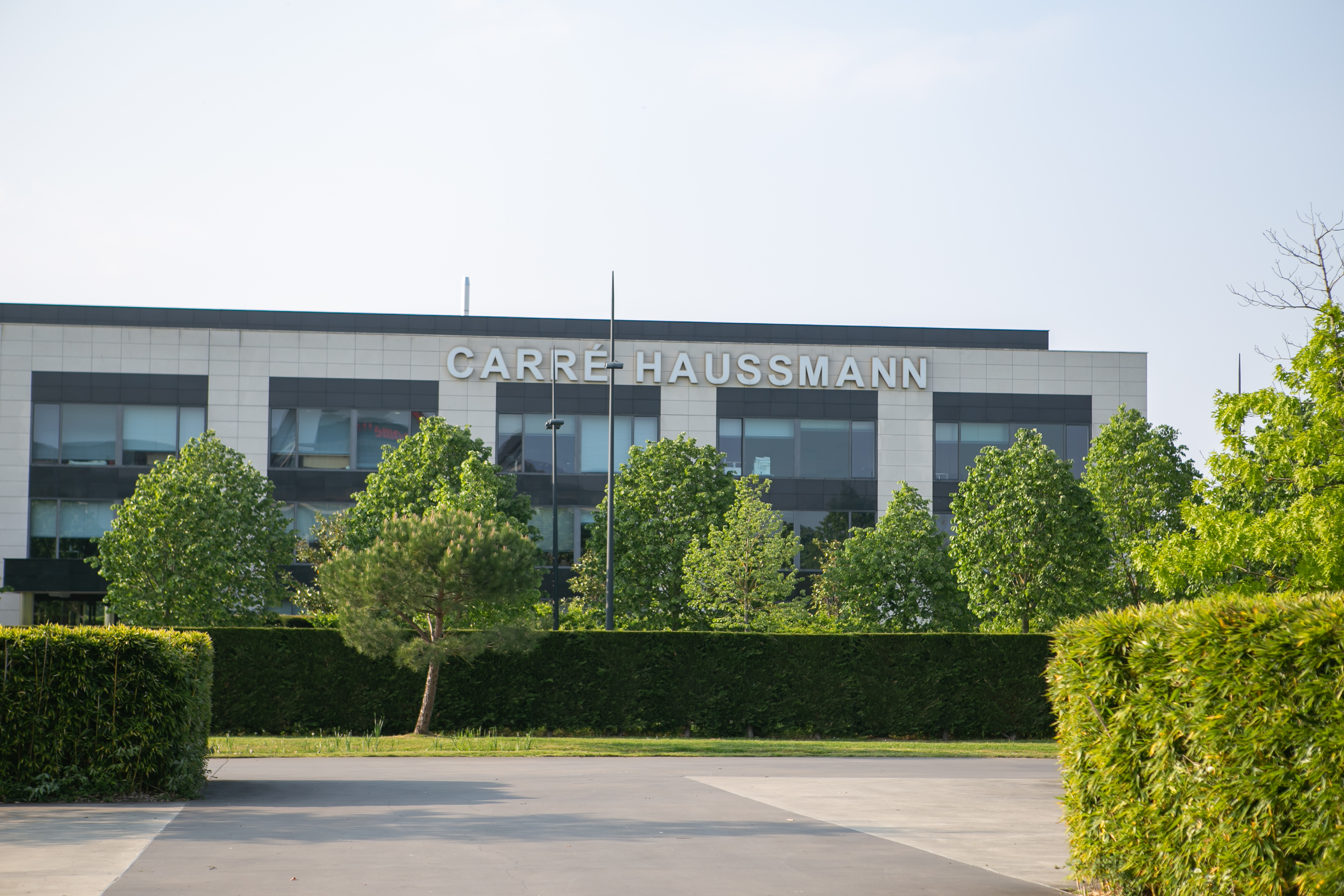
Un des immeubles de bureaux Carré Haussmann.
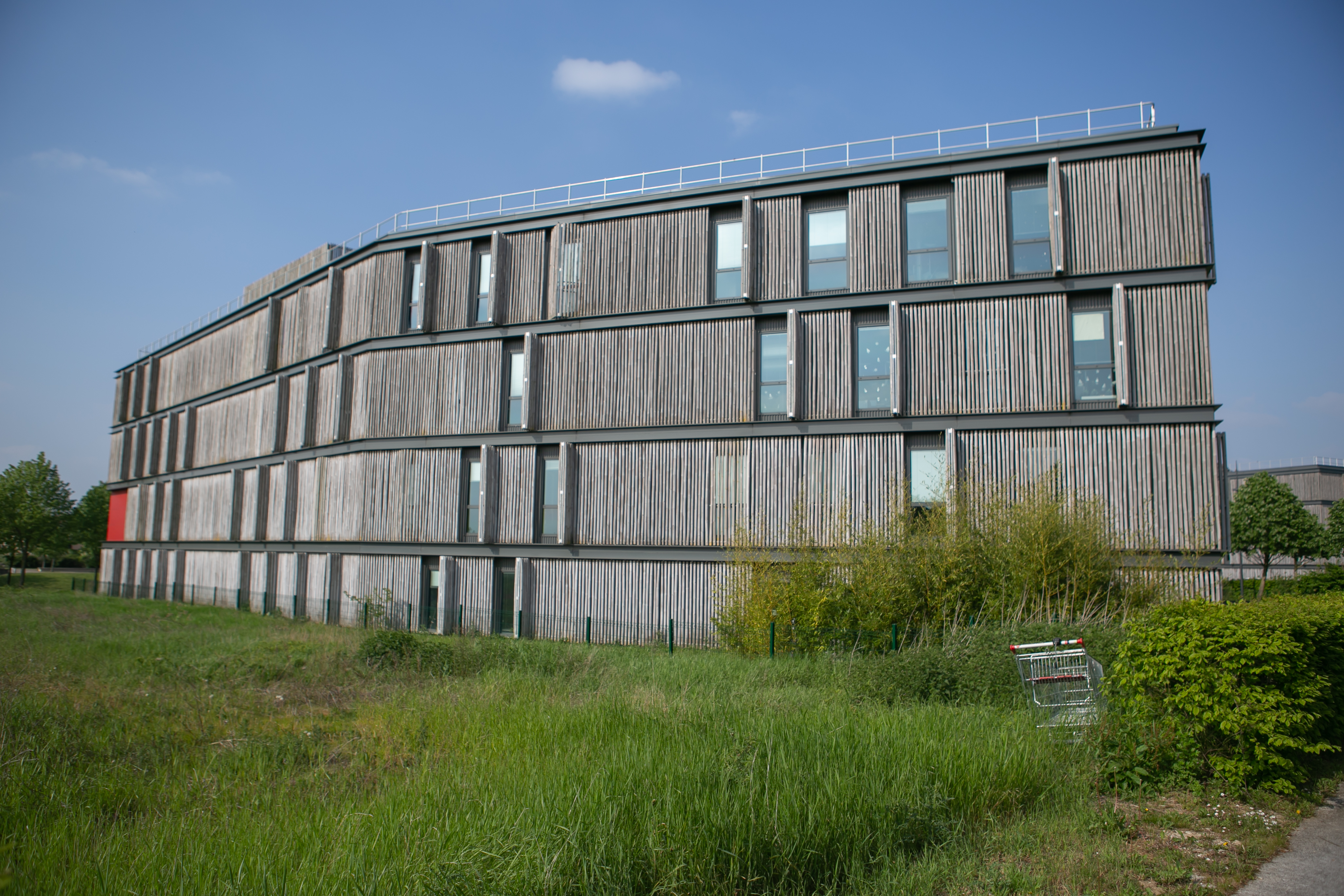
Le centre de relation client d'EDF.
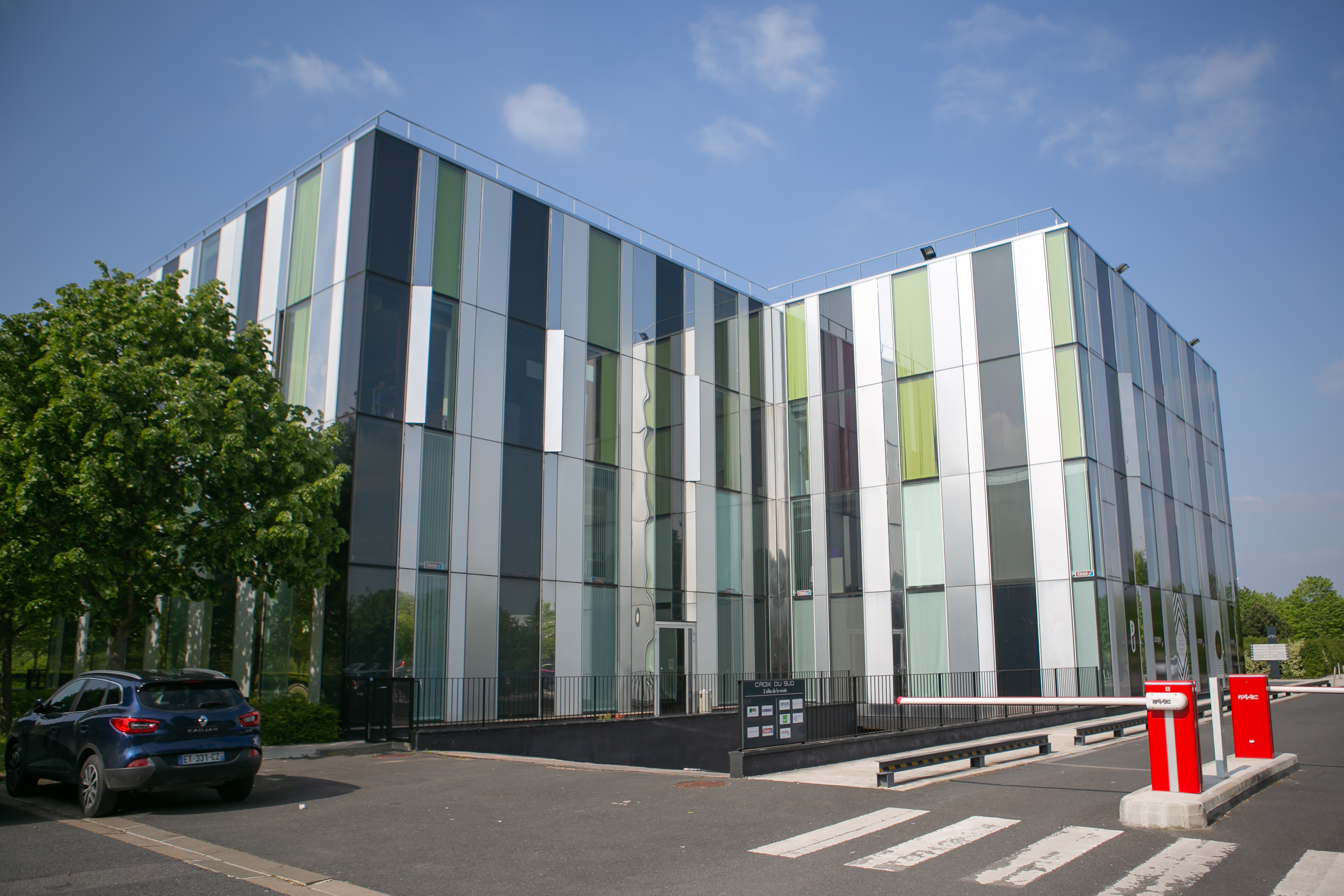
L'immeuble la Croix du Sud.

### Espaces de loisirs
Plusieurs espaces de loisirs et de divertissements sont présents au Carré Sénart, tels que :
- un parc d'aventures en intérieur Koezio, proposant différents parcours, des espaces de restauration et de séminaires[29] ;
- un escape game Locked Up, composé de quatre escape rooms[30] ;
- des salles de jeux pour enfants dans le Shopping parc[31] ;
- des salles de jeux en réalité virtuelle augmentée à l'intérieur du centre commercial[32].

Depuis 2001, du début du mois de juillet jusqu'à la fin du mois de septembre, un labyrinthe de maïs, labyrinthe végétal, dont les parcours sont dessinés dans un champ de plants de maïs d'une superficie d'environ 4 ha, accueille différentes animations telles que des jeux de pistes le jour pour les enfants, des parcours thématiques nocturnes, des Murder parties la nuit,, etc.

Sélection de photos des espaces de loisirs du Carré Sénart.
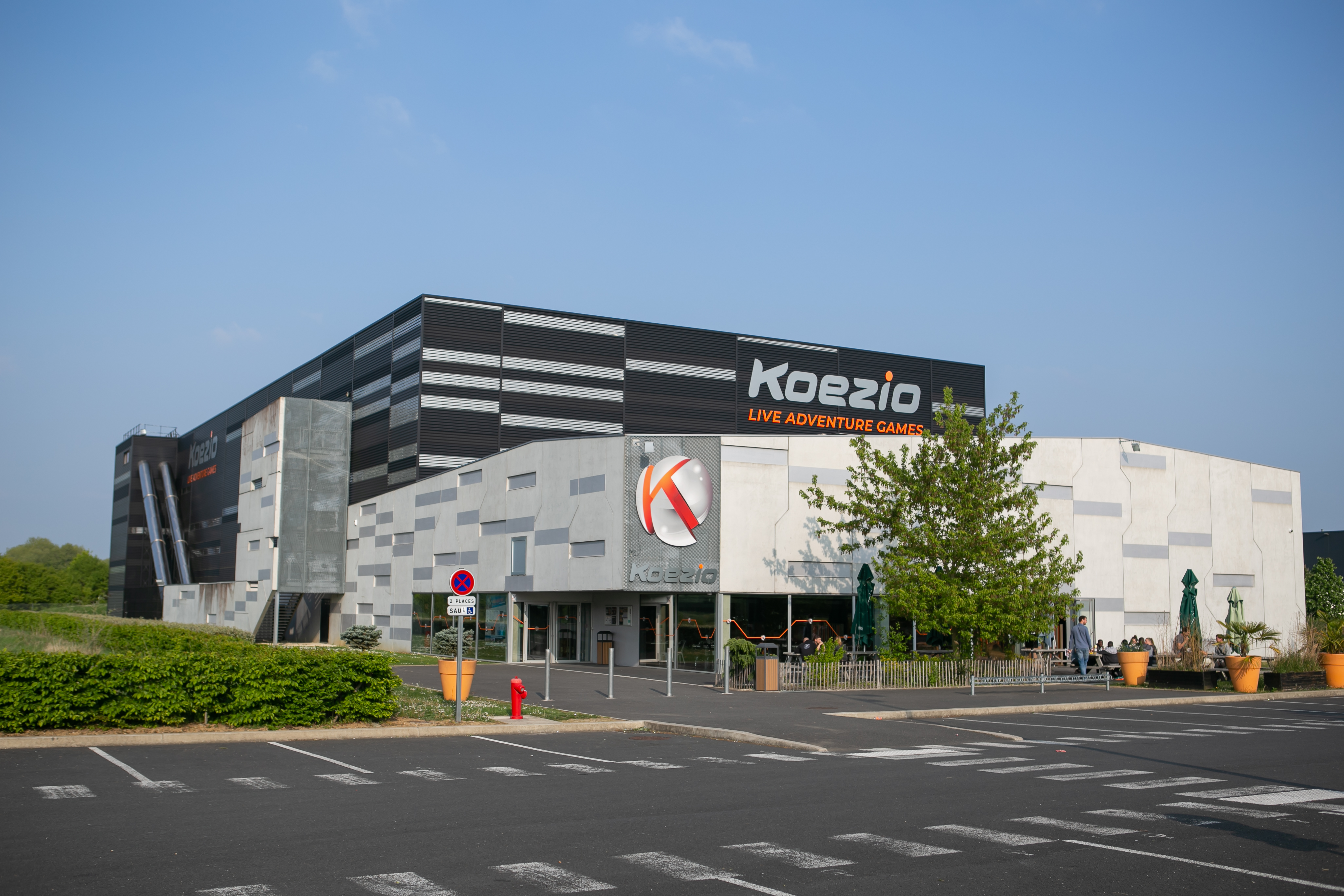
Le parc d'aventures en intérieur Koezio.
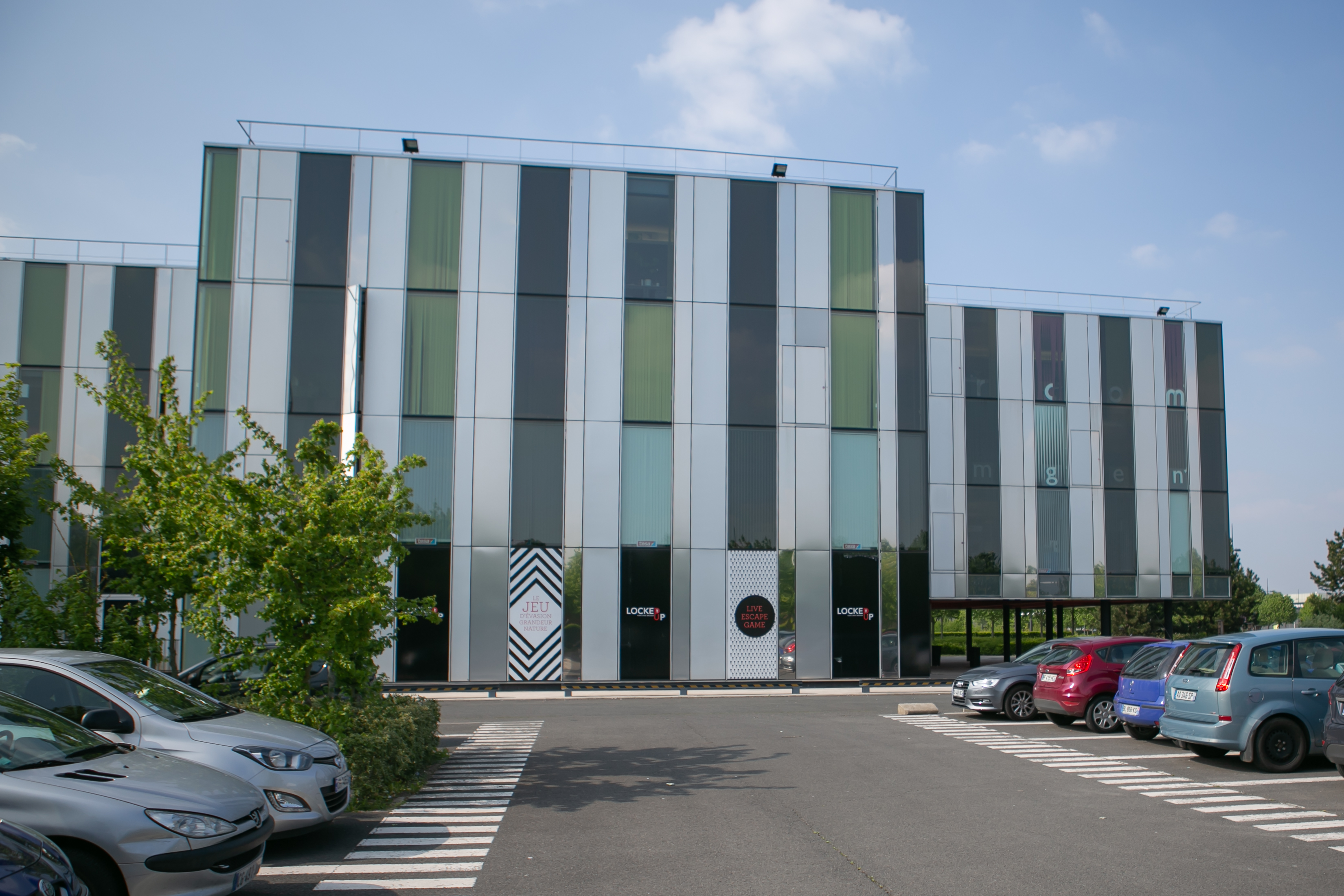
L'escape game Locked Up du Carré Sénart.
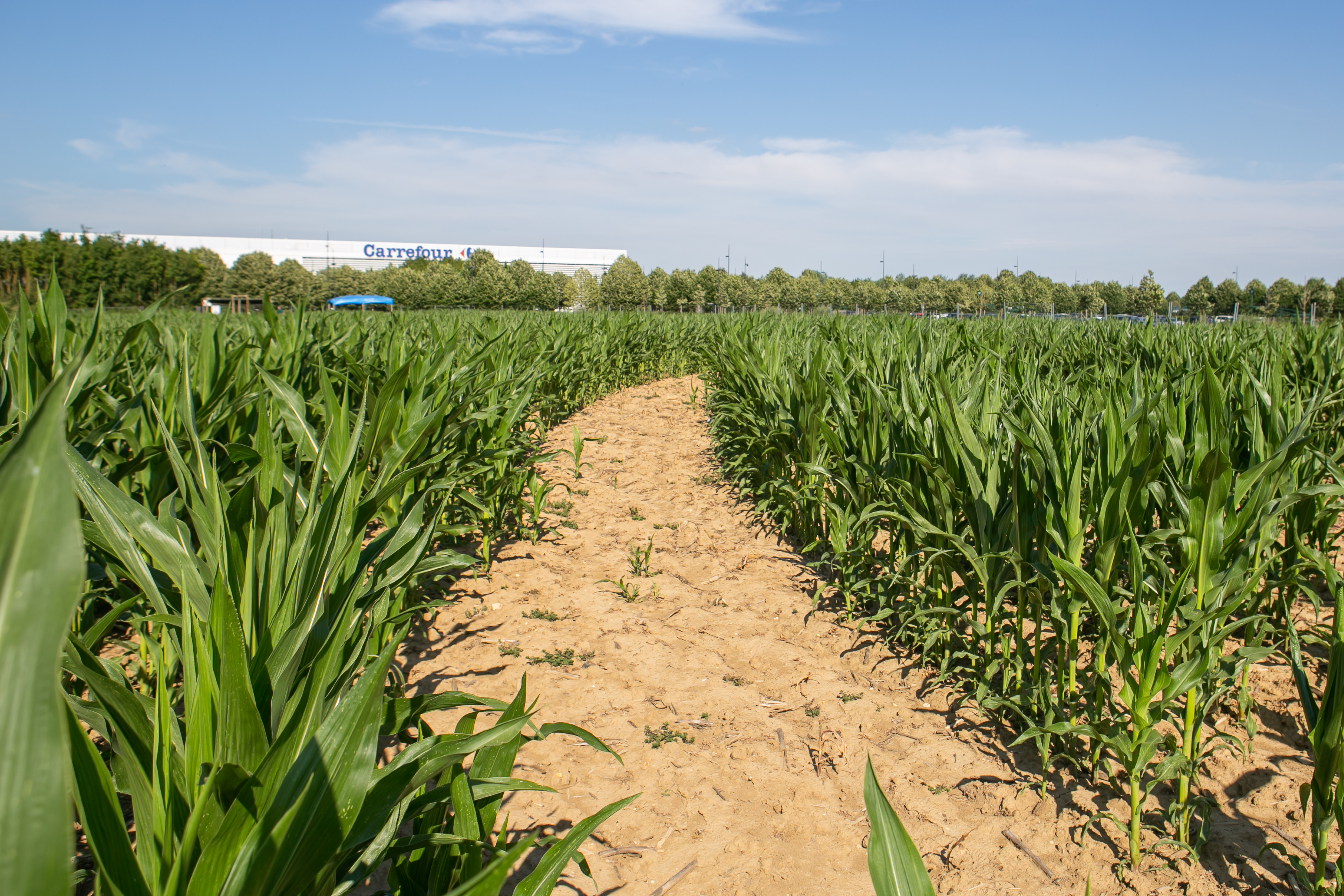
Une des allées du labyrinthe végétal du Carré Sénart.

### Espaces culturels

Le théâtre de Sénart.

Outre le cinéma Gaumont, situé dans le centre commercial, d'une surface de 13 000 m2 sur deux niveaux et disposant de seize salles, le Carré Sénart s'est doté en 2015 d'un théâtre, nommé « Théâtre Sénart - Scène nationale », d'une surface globale de 10 600 m2, comprenant deux salles de spectacle, d'une salle de répétition et d'un espace restaurant d'environ 100 places.

### Espaces résidentiels
Le Carré Sénart dispose d'un hôtel quatre étoiles, Résidhome Suites Sénart, ouvert en 2008 et comprenant 165 suites et un salon de 1 000 m2. Outre cet hôtel et la résidence universitaire de l'ICAM, il n'y a pas actuellement d'autres espaces résidentiels au Carré Sénart.